# Paróquia Nossa Senhora dos Remédios (Tibagi)
A Paróquia Nossa Senhora dos Remédios de Tibagi foi criada em 16 de maio de 1846 e, atualmente, integra a Diocese de Ponta Grossa, sendo a paróquia com maior extensão territorial do Paraná, com cerca de 2.951,567 km² a circunscrição eclesial. A paróquia originou-se, ainda, sob a autoridade da então Diocese de São Paulo, tendo sua instalação apenas cinco anos mais tarde. Desde o começo da década de 1990, o clero diocesano administra a paróquia por meio de seus sacerdotes.

## Dados gerais

### Comunidades
A paróquia é composta de 29 (vinte e nove) comunidades, dentre as quais sete se situam no perímetro urbano e as demais, na zona rural e distritos do município de Tibagi.

#### Urbanas
- Igreja Matriz dedicada à Nossa Senhora dos Remédios, que se situa no Centro da cidade.
- Capela Mãe da Divina Graça, situada no Residencial Viverti;
- Capela Sagrada Família, situada no bairro de mesmo nome;
- Capela Santa Paula, situada no bairro de mesmo nome;
- Capela Santa Rita, situada no bairro de mesmo nome;
- Capela São José, situada no bairro de mesmo nome;  e
- Capela São Pedro, situada no bairro Capivari.

#### Rurais e distritais
- Agudos - Capela Nossa Senhora Aparecida;
- Alto do Amparo - Capela Divino Espírito Santo;
- Arroio Grande - Capela Nossa Senhora Aparecida;
- Barreiro - Capela Nossa Senhora do Perpétuo Socorro;
- Cachoeira - Capela Nossa Senhora de Lourdes;
- Caetano Mendes - Capela São Sebastião;
- Campina Alta - Capela São Sebastião;
- Capivari do Meio - Capela Santo Antônio;
- Cerrado Grande - Capela Bom Jesus;
- Faxinal dos Empossados - Capela São Pedro;
- Faxinal dos Mendes - Capela São João Paulo II;
- Iapará - Capela São Sebastião;
- Lavras - Capela Bom Jesus;
- Penha - Capela Nossa Senhora da Penha;
- Pinheiro Seco - Capela Santo Antônio;
- Pinheiro Seco - Capela São José;
- Rincão - Capela Nossa Senhora Aparecida;
- São Bento - Capela São Bento;
- São Domingos - Capela São Domingos;
- Serra Gaias - Capela São Sebastião;
- Vasto Horizonte - Capela Nossa Senhora Aparecida; e
- Vila Rural - Capela Bom Jesus.

Além das capelas acima indicadas, verifica-se a existência de outras sete na zona rural que estão inativas no momento, sendo elas: a Capela Menino Jesus (Assentamento Menino Jesus); a Capela Nossa Senhora do Carmo (Beraldos); a Capela Nossa Senhora Aparecida (Bom Jardim); a Capela São Sebastião (Bom Retiro); a Capela Imaculada Conceição (Conceição); a Capela Rainha da Paz (Rancho Alegre); e a Capela Nossa Senhora Aparecida (Xaxim).

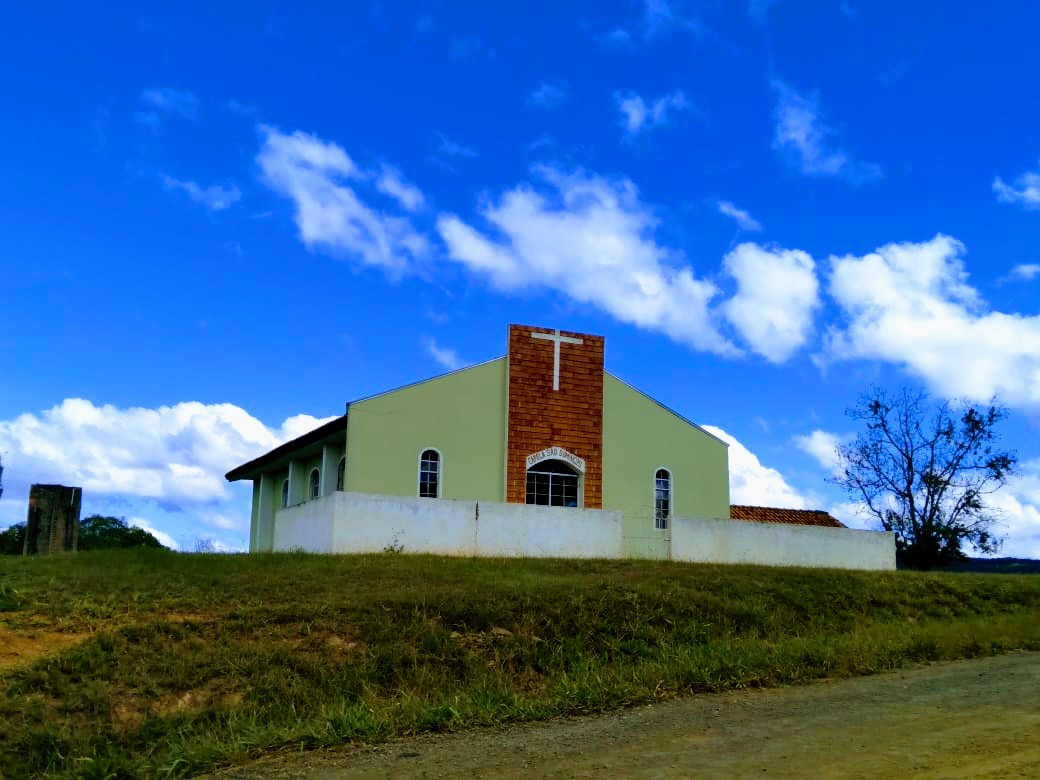
Capela São Domingos
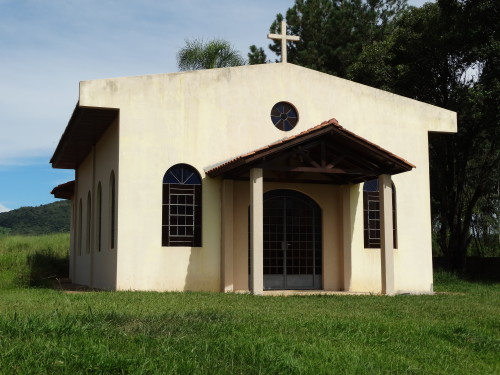
Capela Nossa Senhora do Perpétuo Socorro (Barreiro)
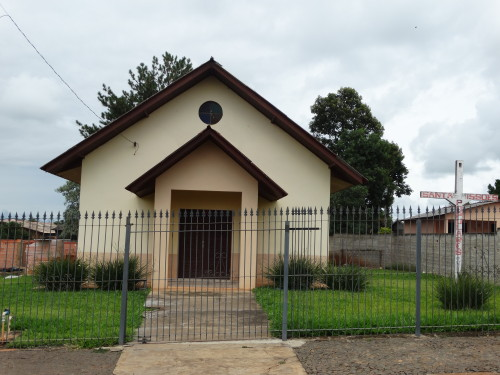
Capela Santa Rita
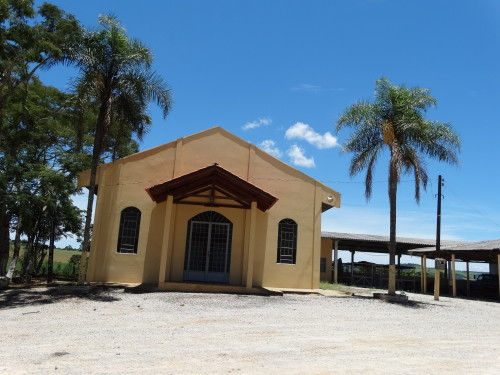
Capela Bom Jesus (Lavras)
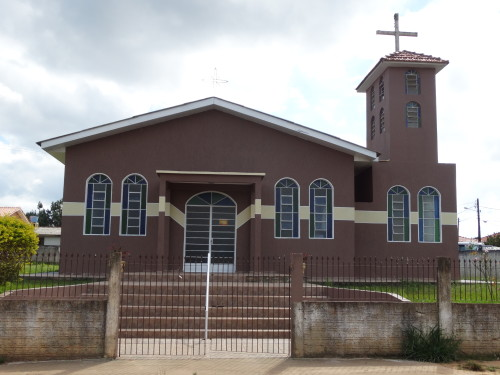
Capela São Sebastião (Caetano Mendes)
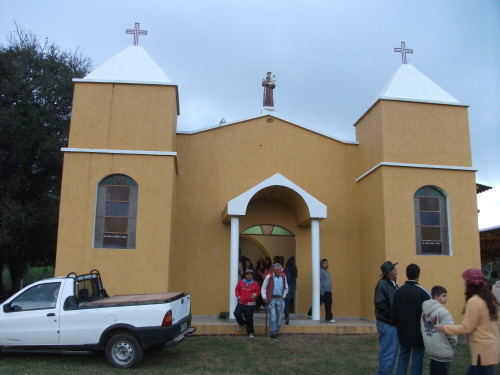
Capela Santo Antônio (Pinheiro Seco)
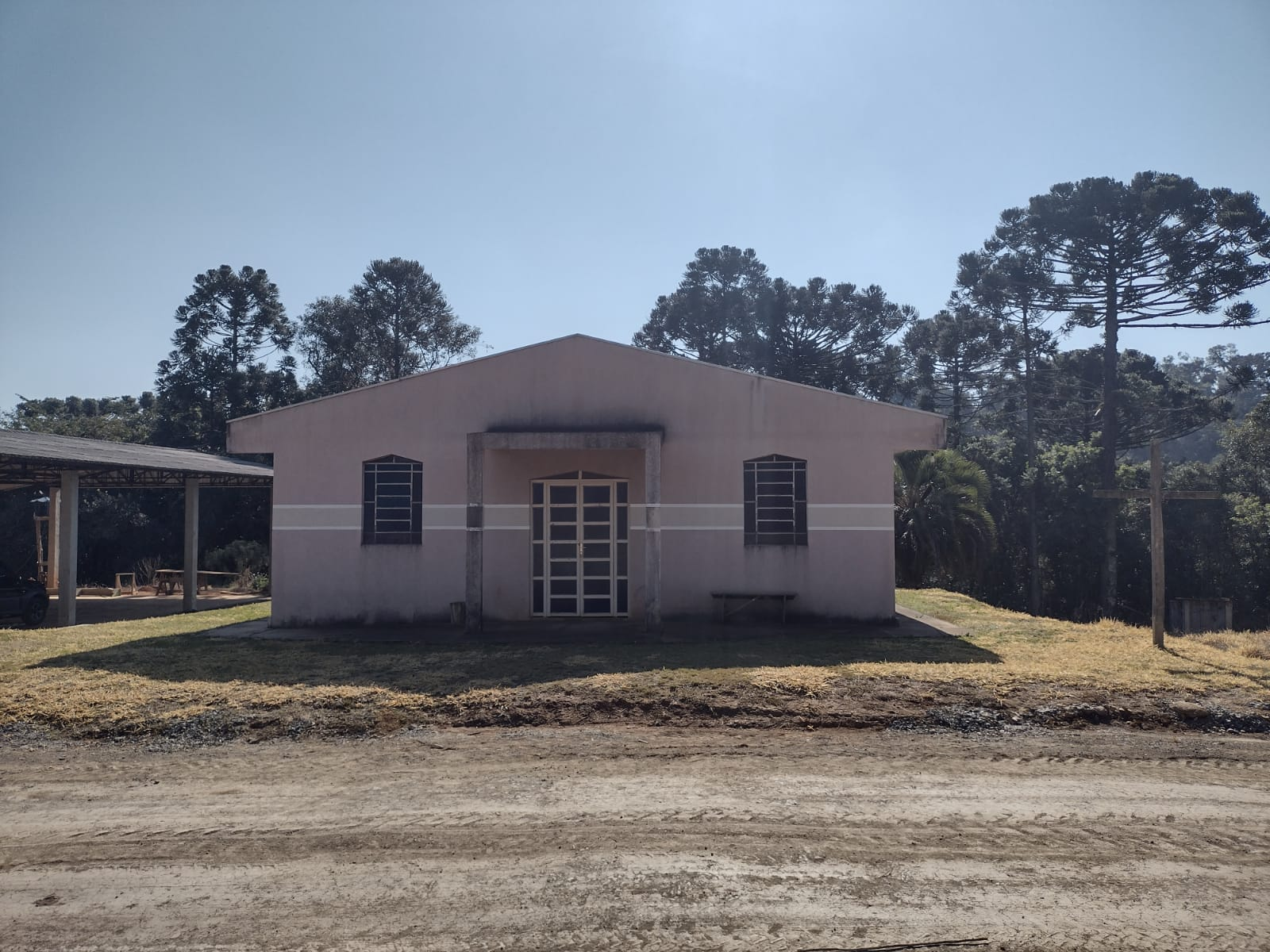
Capela Nossa Senhora Aparecida (Vasto Horizonte)
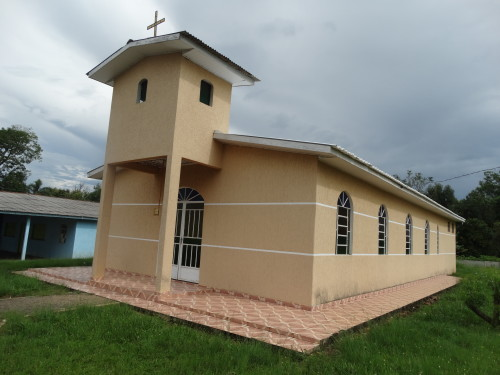
Capela Divino Espírito Santo (Alto do Amparo)
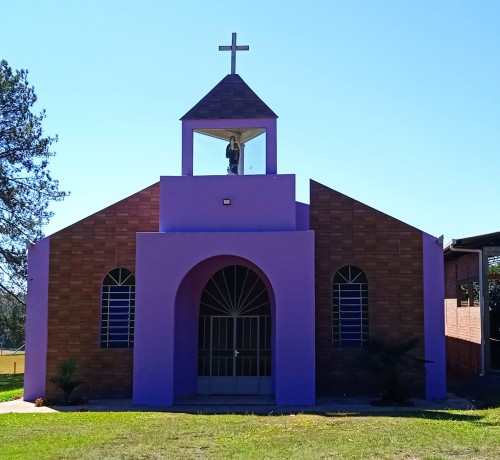
Capela São Bento

### Subdivisão
Para fins pastorais e administrativos, dividiu-se a paróquia em dois setores:

#### Setor da Matriz

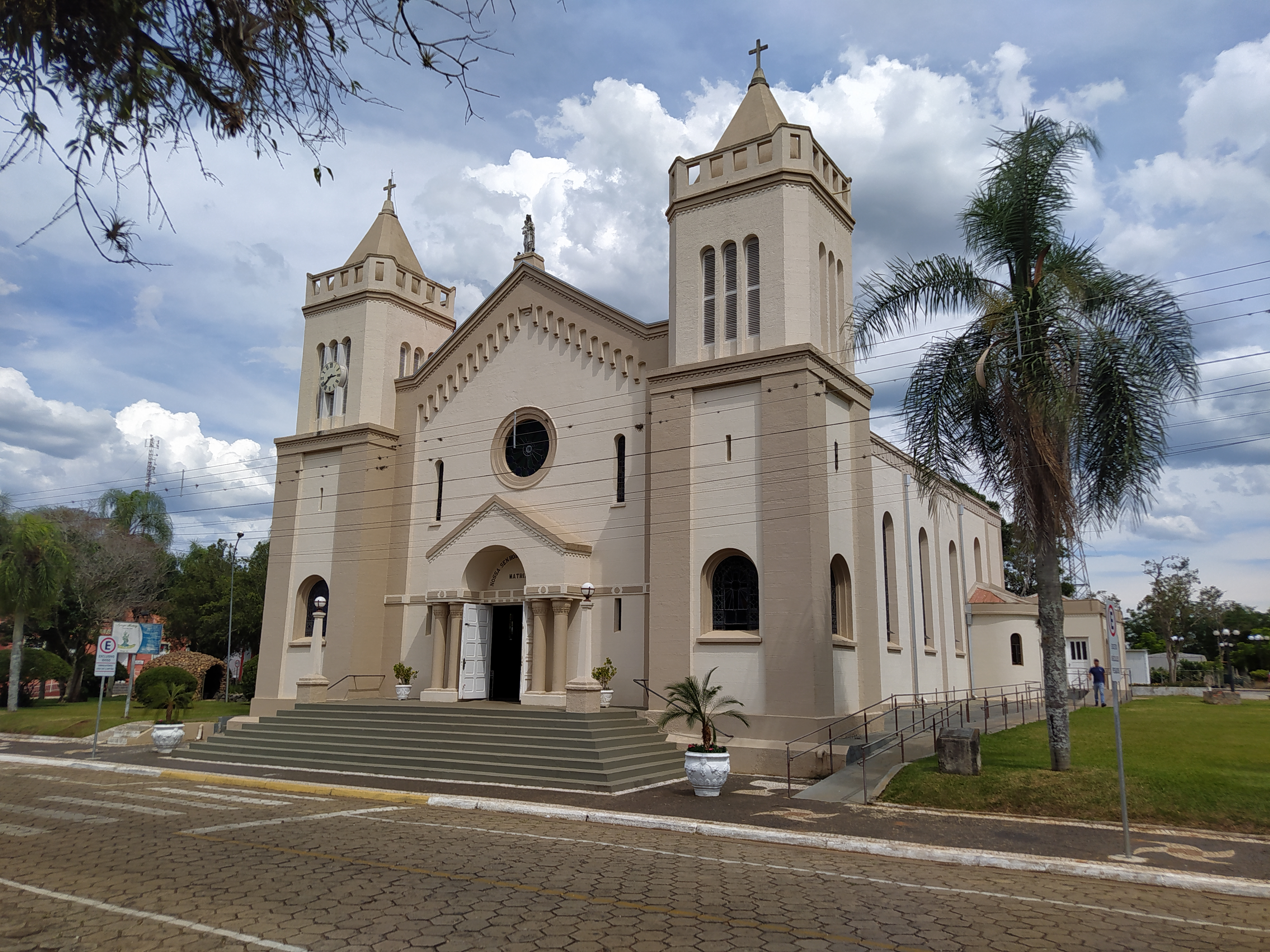
Igreja Matriz em dezembro de 2021

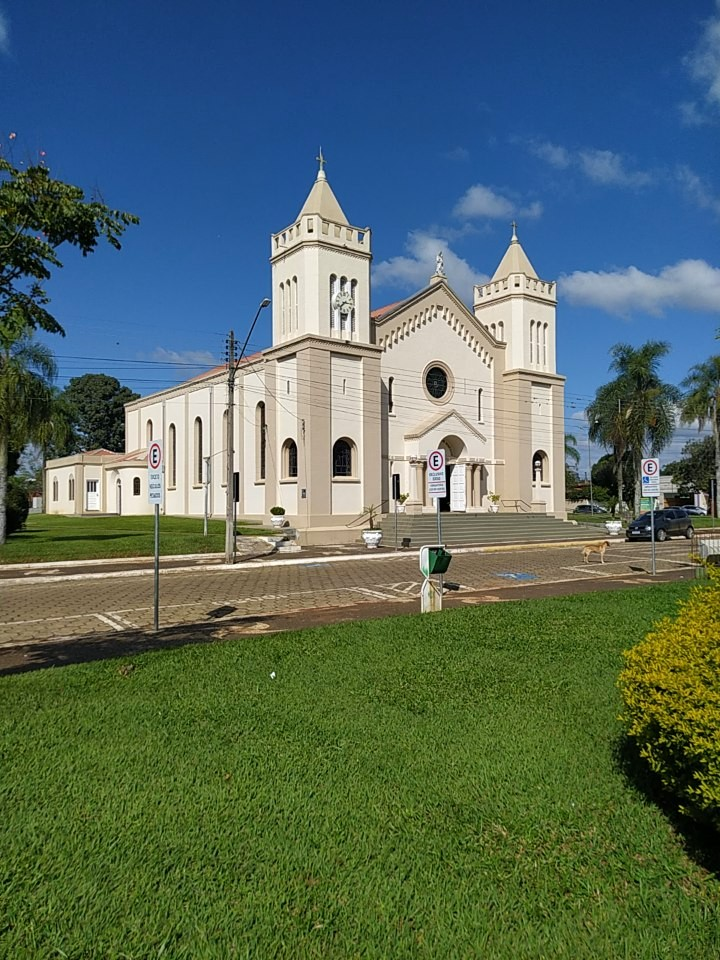
Igreja Matriz em julho de 2022.

Compreende a comunidade da Igreja Matriz, de todas as capelas do perímetro urbano e das seguintes: a Capela Nossa Senhora do Perpétuo Socorro do Barreiro; a Capela Bom Jesus de Lavras; a Capela Santo Antônio do Pinheiro Seco; a Capela São José do Pinheiro Seco; e a Capela São Domingos da localidade de mesmo nome.

#### Setor do São Bento
Compreende a comunidade da Capela São Bento, da localidade de idêntico nome, e das respectivas capelas de Agudos, de Alto do Amparo, de Arroio Grande, de Cachoeira, de Caetano Mendes, de Capivari do Meio; de Campina Alta, de Cerrado Grande, de Faxinal dos Empossados, de Faxinal dos Mendes, de Iapará, de Penha, de Rincão, de Serra Gaias, de Vasto Horizonte e da Vila Rural.

## História
A primeira manifestação da religiosidade católica neste solo de Tibagi se deu por meio de jesuítas espanhóis, os quais ergueram a Redução de São Miguel no lugar atualmente conhecido por «Igreja Velha» e nela permaneceram por mais de vinte anos. Os missionários evangelizaram os tupis presentes na região até 1632. Após, as terras tibagienses passaram para o domínio dos portugueses, tendo José Félix da Silva Passos adquirido as terras da Fazenda Fortaleza só em meados de 1788.

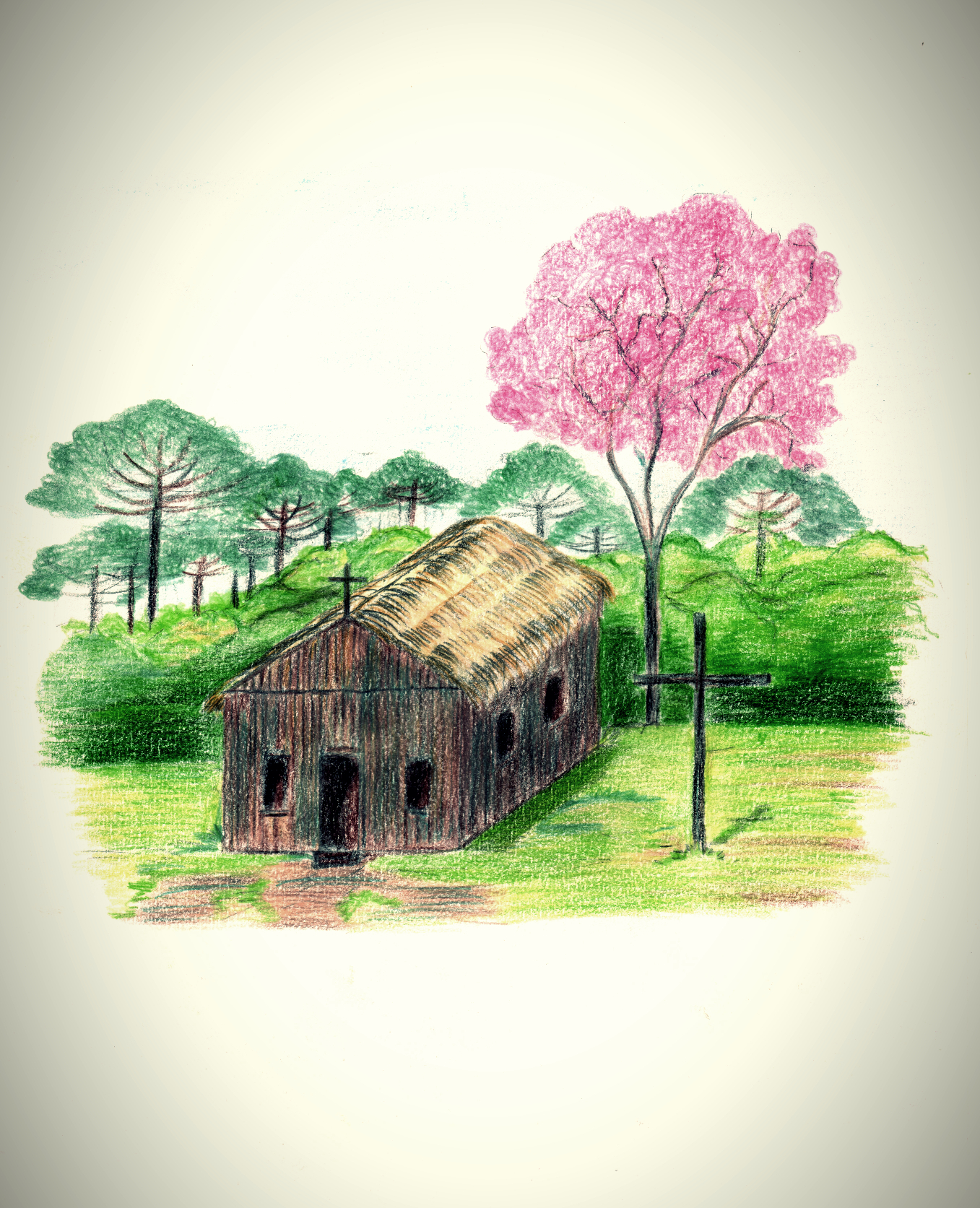
Primeira capela construída em honra a Nossa Senhora dos Remédios no pequeno bairro de Tibagi, toda feita em madeira e cobertura de sapé.

### A primeira Capela

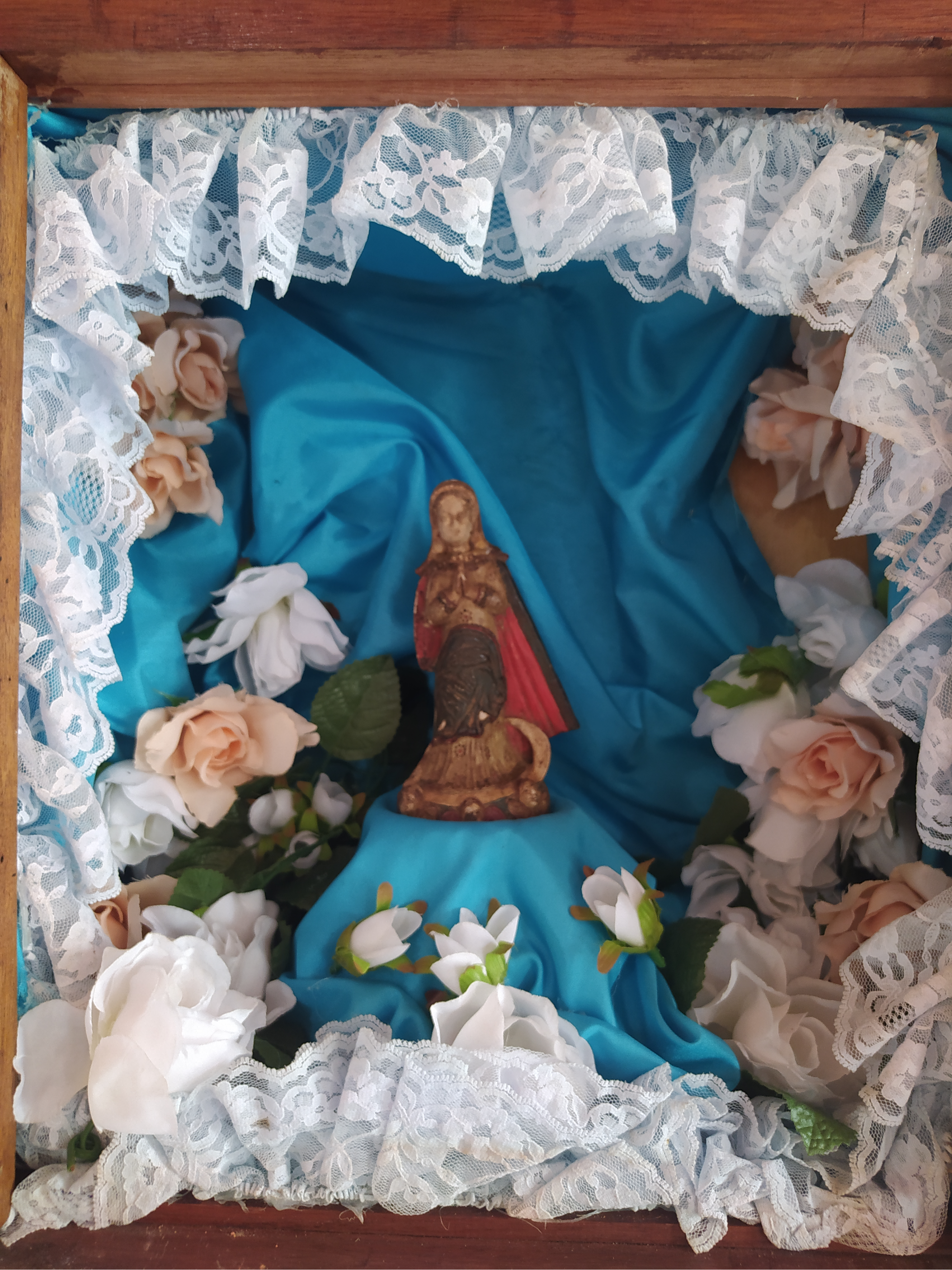
A imagem de Nossa Senhora da Conceição que acompanhou Anna Cardoza na angariação de recursos para a edificação da primeira capela. Hoje, ela, que recebeu algumas centenas de beijos dos fiéis, integra o patrimônio do Museu Histórico Des. Edmundo Mercer Júnior de Tibagi, onde se acha em exibição.

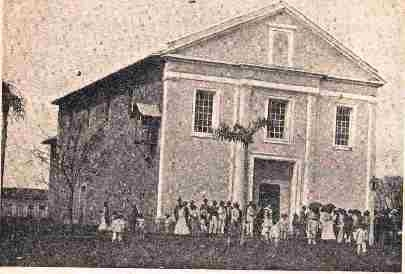
A primeira capela em honra à Nossa Senhora dos Remédios veio a ruir e desabar em 29 de junho de 1858. Depois de cerca de dois anos de obras, frei Gaudêncio abençoou e entronizou em 25 de janeiro de 1863 a imagem da Virgem Maria na nova igreja, construída desta vez com pedras e cal.

Na ausência de uma capela na localidade de Tibagy, os padres de Castro e de Ponta Grossa celebravam batizados e casamentos em oratórios particulares, atendendo as confissões dos fiéis e ungindo os enfermos por onde eles andavam em suas visitas rotineiras. Por sua vez, o povo fervorosamente ansiava por aquilo que se usou chamar de «pronto pasto espiritual» em alguns escritos da época, o que se traduzia pelo acesso aos sacramentos em capela daquela própria localidade, com atendimento permanente de um cura de almas aos fiéis.

No mesmo dia em que se fez lavrar a escritura pública de doação em benefício de Nossa Senhora dos Remédios, o tenente-coronel Balduíno de Almeida Taques e o tenente José Gonçalves Guimarães, acompanhados de vários moradores de Tibagy, escolheram por votação o local em que se deveriam ser erigida a povoação e a capela em honra da Virgem Maria sob aquele título de devoção especial.

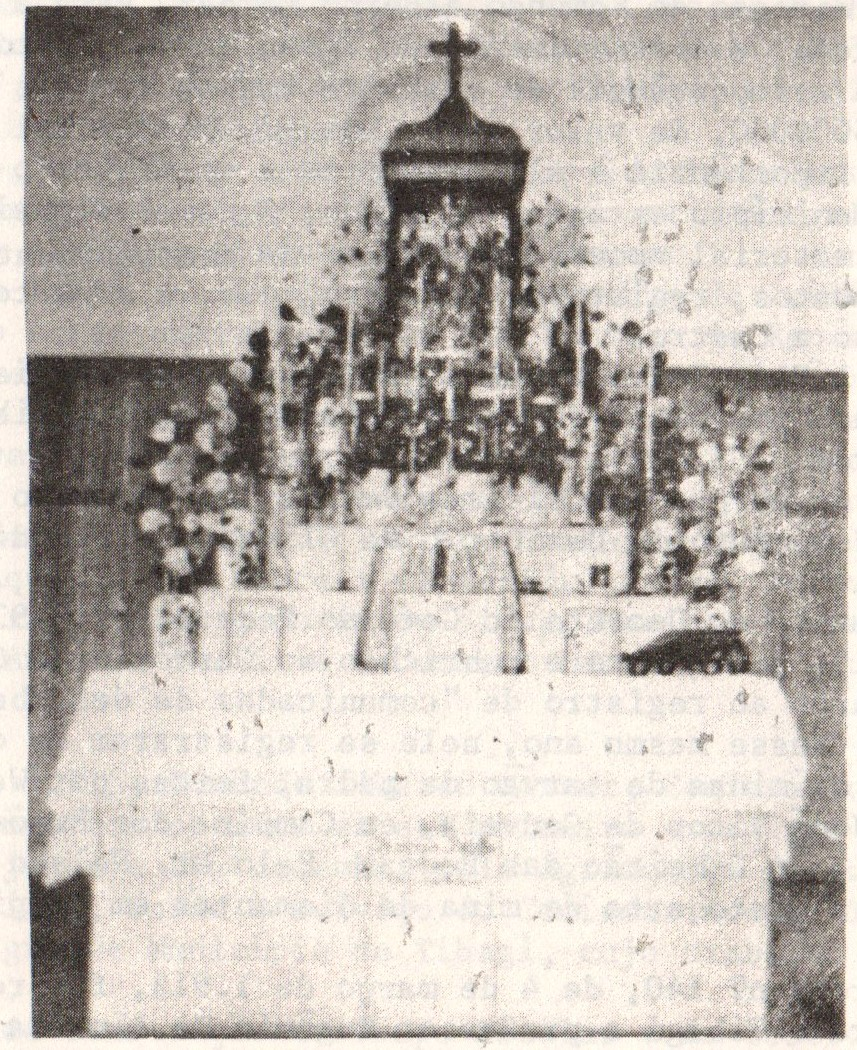
O antigo altar-mor da Igreja de Nossa Senhora dos Remédios foi declarado privilegiado por Dom João Braga, o então Bispo Diocesano de Curitiba, em 15 de abril de 1914.

Para fins de edificar a capela, elegeu-se uma comissão, constituída de um juiz de paz, de um tesoureiro da padroeira e de um procurador. De imediato, a comissão pugnou providências junto ao Governo da Província de São Paulo, por intermédio da Câmara Municipal de Castro, para os necessários fins de construção, ornamentação e manutenção da pretendida capela.
```
Foi portanto a requisições de pessoas do mesmo Districto elevada a Capela Curada com a invocação da Nossa Senhora do Remedio por provizão do Exmo. Bispo Diocesano em dacta de 20 de Dezembro de 1.830. Mas de que serve, Exmo. Senhor as aplicações e vivos desejos de alguns deste districto, bem que tem povos suficientes em numero para hua tãn necessaria Parochia, se poucos são os que possuem bens de fortuna deste logar; por hisso que nãn pode progressar a influencia para com brevidade de remediar um mal tão grande. De que serve esse logar amenuo, e um Thesouro por ora coulto, ja na produção agricola e ja na mineralogia por grandes averez, que em si tem, os q'infalivel para o fucturo, sem duvida para a felicidade da Provincia, e augmentar as Rendas Nacionais por grandes descobertas, que se expor, à saída da luz se por ora hé o mesmo que o brilhante sem lapidar, sendo pois a baze de todas estas vantagens o fervor no Culto Divino, o que com brevidade se não pode conseguir sem o patrocinio de V. Excia. e quadjuvação do seu bem conhecido zello e cuidado. É pois nesses periodos que os abaixo assignados desejosos de que os seus concidadãos gozem quanto antes assim dos bens espirituais, como por influencia do comercio neste logar recorrão na lembrança de que hesse Exmo. Governo tem por Esmolla suprido com todos os Ornamentos e Alfaias necessarias para algumas freguesias pobres mandando-lhes das Alfaias do Collegio dessa cidade, que foi dos Jesuitas; estamos na graça e esmolla, os abaixo assignados em nome dos Povos deste Districto, rogão a V. Excia., bem como avendo o Governo suprido com alguma quantia em dinheiro para a factura de uma pequena Capella, enquanto se previne hum meio de erigir-se Matriz suficiente, tendo-se para esse fim feito huma subscrição voluntaria pelos Povos apenas se pode formar a quania de 322$720, para ordenado ao Cura a quantia de 300$000, quantia essa que no todo faz desanimar.
[
8
]
```

A iniciativa suplicante da comissão descrita acima fracassou. Por isso, conta a tradição que Anna Cardoza, a irmã mais velha de Manoel das Dores Machado e viúva de Francisco José da Cruz, saiu a cavalo de Tibagi até as localidades de Castro e Ponta Grossa para angariar donativos para a construção da almejada capela, com uma pequena imagem de barro sob a invocação de Nossa Senhora dos Remédios. Em seus pedidos de doações, Anna Cardoza recomendava a cada um dos contribuintes que osculasse a pequena imagem da Virgem Maria, dizendo-lhes: «vosmecê, beije a santa». A solicitação reiterada com a mencionada expressão levou-a a ser vulgarmente conhecida por «Anna Beje» ou, também, «Anna Beja».
No ano de 1836, foi construída a capela curada de Nossa Senhora dos Remédios, com os 515$540 (quinhentos e quinze mil, quinhentos e quarentas réis), somados às contribuições angariadas por Anna Cardoza. Toda ela feita de madeira lascada de pinho e coberta de sapé (capim), em terreno de sua propriedade por doação legal. Informam as pessoas mais antigas de Tibagi, pelo que ouviram de seus antepassados, que a Capela foi construída onde é hoje a Praça Edmundo Mercer, atrás da atual Igreja Matriz e defronte ao Grupo Escolar Telêmaco Borba. Essa capela veio a ruir e desabar aos 29 de junho de 1858.

### A criação da paróquia
Depois de quase dez anos da capela já construída, o povo de Tibagy, inconformado com a falta de um sacerdote efetivo, solicitou a elevação dela em freguesia e a vinda de um sacerdote como vigário, contando com auxílio valioso de frei Dâmaso José Correia. 
LEI Nº 15
MANOEL DA FONSECA LIMA E SILVA, Presidente da Provincia de São Paulo,
FAÇO saber a todos os seus habitantes que a Assembleia Legislativa Provincial decretou e eu sancionei a seguinte Lei:
Art. Unico - Fica erecta em freguezia a capella de Nossa Senhora dos Remedios do Tibagy no municipio de Castro, ao qual continua a pertencer, e o governo da provincia lhe marcará os limites sob informação ela respectiva camara municipal; ficando para este fim revogadas as disposições em contrario.
Palacio do Governo Provincial de São Paulo em 6 de março de 1.846 - Vigesimo quarto da Independencia e do Império.
a - Manoel da Fonseca Lima e Silva

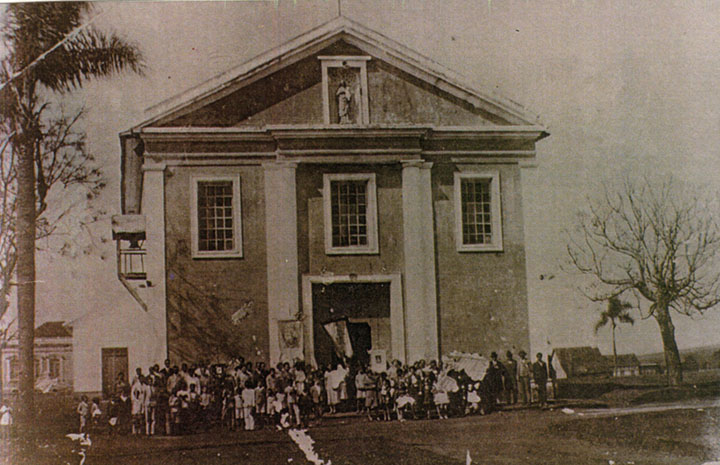
Sob a administração dos padres da Congregação do Santíssimo Redentor, pôs-se abaixo em 1936 a igreja idealizada e construída por frei Gaudêncio.

Depois de longa espera, chega frei Gaudêncio de Gênova a Tibagi na data de 23 de março de 1851, missionário capuchinho, o qual nesta comunidade serviria até a sua morte.

### A primeira matriz
Em meados de 1851, chegou a Tibagi o primeiro pároco, frei Gaudêncio de Gênova, o qual já toma medidas para elevar a simples capela à uma digna paróquia. Na data de sua chegada, relata que a freguesia se encontrava apenas no nome, pois além da precariedade:
Servia de Matriz uma Eremita a Capelhinha construida de maderas, muito mal construida, e em pessimo estado e suponho eu ser o primeiro que celebrei a primeira Missa na Eremita, e não me consta que fosse bensida; e por ver o mao estado em que se achava não procurei a provizão para Benzer-a; Existia nella uma imagem de barro venerado como padroera; mas vendo a imperfeição da mesma imagem que pela sua enperfeição não podia ecitar devoção alguma; e nem me constava se era benta não procurei benzer-la por ser invalida a benção por ser de barro e imperfeita; [...]

En vista pois do mao estado da Matriz dei providencia para uma nova Matriz aprir o alicerce da Capella mor, depois de pilada a taipa atte uma certa altura conheci que a terra não dava para ser levantada precisava de pessoas que tivesse conhecimento d'officio de pilar terra levantar parede estes não havia nesta Freguesia, consultei com as primeiras pessoas para se levantar a nova Matriz de parede de pedra e cal visto ser muito facil a pedra nesta Freguezia; como de facto convierão que se abbandonasse a taipa e se construisse a nova Matriz de pedra e cal, foi dando alguma providencia para aprontar o material neste tempo que se ia aprontando o material desandava a Capella que foi o desabalo a vinte nove de Junho de mil oitocentos cinquenta e oito ano, [...]
Depois de frustradas tentativas para levantar a igreja de terra socada e amassada, uma forma de construção muito comum na época, resolveu-se edificá-la de outro modo. No dia 28 de março de 1859, pôs-se a primeira pedra na construção da igreja, que, efetivamente, foi construída com pedras extraídas da beira do rio Tibagi e cal, trazida no lombo de mulas de Castro e Ponta Grossa.
Em 25 de janeiro de 1863, inaugurou-se a igreja matriz, com a bênção solene e, à tarde, a introdução da imagem da padroeira no altar-mor.

### A Imagem de Nossa Senhora dos Remédios

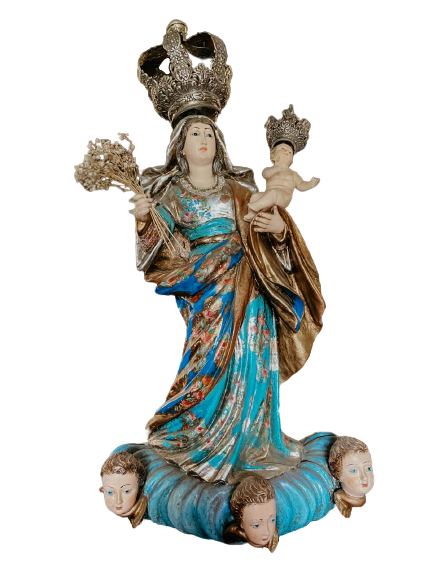
Imagem de Nossa Senhora dos Remédios que guarnece a Igreja Matriz desde o século XIX.

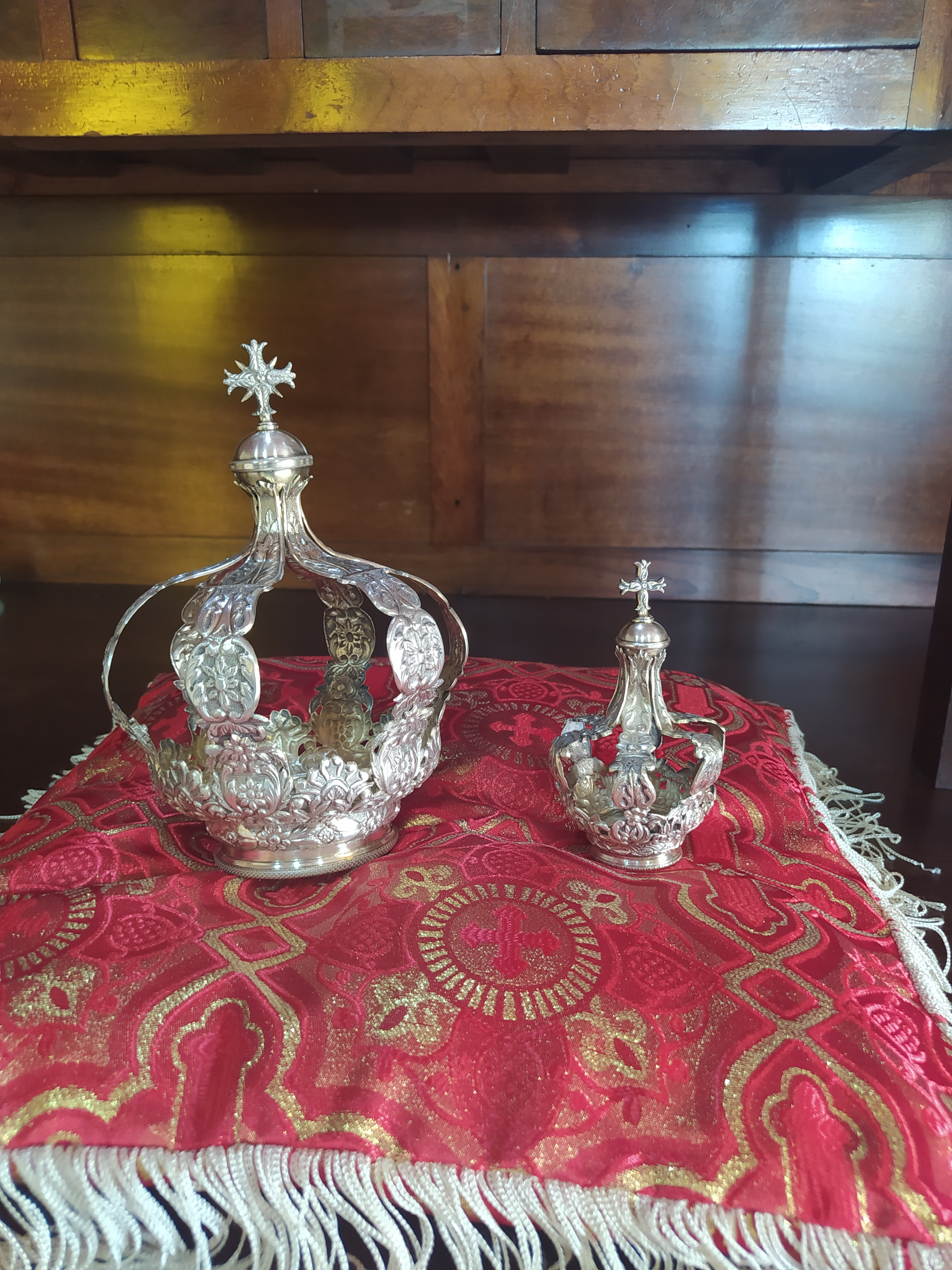
As duas coroas de prata que cobrem as cabeças da imagem da padroeira e do menino Jesus.

Dadas as imperfeições da primeira imagem da Virgem Maria – aquela que acompanhou Ana Beje na angariação de fundos para a construção de sua capela -, frei Gaudêncio fez vir do Rio de Janeiro a imagem de Nossa Senhora dos Remédios, esculpida em madeira, que, até hoje, se acha em seu nicho para veneração na Igreja Matriz. De acordo com relatos da época, as duas coroas de prata custaram 178$000 (cento e setenta e oito mil réis). Foi por intermédio do senhor João da Silva Machado - o Barão de Antonina -, que a imagem chegou a Tibagi, sendo entronizada pelo Pe. Dâmaso José Correa em cerimônia solene aos 02 de fevereiro de 1852, após uma lindíssima procissão.

### O imóvel de Nossa Senhora dos Remédios
Hoje, a Igreja Católica local é proprietária de uma remanescente área de terras urbana situada à atual Praça Edmundo Mercer, neste município e cidade, perfazendo exatos 3.712,50 m² (nove mil, cento e dezesseis metros quadrados e vinte e cinco centésimos), com limites e confrontações constantes no respectiva matrícula imobiliária. A Igreja adquiriu gratuitamente a posse em 9 de janeiro de 1835 por meio de um contrato público de doação, que foi formalmente celebrado com os antigos possuidores Manoel das Dores Machado e Maria Gertrudes dos Santos.
O doador Manoel das Dores Machado adquiriu o terreno como causa mortis de seu pai, o senhor Antônio Machado Ribeiro, que atendia pela alcunha de «Machadinho» - o primeiro posseiro de terras à margem esquerda do Rio Tibagi. Como sabido, Machadinho declarou sua posse sobre uma vasta extensão de terras e, observando a lei da época, registrou-a perante a autoridade civil, tomando-a, efetivamente, como sua em meados de 28 de junho de 1794. As terras de Machadinho estendiam-se entre os Rios Tibagi, Capivari e Santa Rosa, perfazendo cerca de 15 (quinze) mil alqueires paulistas.
Com a abertura da sucessão de Machadinho, coube a Manoel das Dores a título de herança as terras depois doadas à Nossa Senhora dos Remédios, por meio de um longo e tumultuado processo de inventário e partilha de bens que, ainda, incluiu uma sobrepartilha.
Segundo escritura pública de doação tomada às fls. 12 a 14 do Livro de Notas, do antigo 2º Distrito de Paz de Castro, consta-se:
```
SAIBAM quantos este Público instrumento de Escriptura de dadiva e confirmasãn de doasãn virem que sendo no Anno do Nascimento de Nosso Senhor 
Jesus Christo
 de mil oitocentos e trinta e cinco, aos nove dias do mes de Janeiro do ditto anno em o Citio e Casas de moradas em o Bairro do 
Tibagy
 do Termo da Villa de 
Castro
, onde Eu Escrivãn no diante nomeado, a chamado dos doadores MANOEL DAS DORES MACHADO e sua mulher MARIA GERTRUDES DOS SANTOS fui vindo, a ahy em presença das Testemunhas ao diante nomeadas e assignadas, pello primeiro Doador MANOEL DAS DORES MACHADO, me foi ditto, que desejando elle e sua finada mulher ANTONIA MARIA DE JESUS, remediar o mal que continuadamente soffrem seus vizinhos, pelas faltas de pronto Pasto Espiritual, por cauza da grande longitude deste Bairro e as Matrizes de 
Castro
 e 
Ponta Grossa
, de suas devossoens, em muito livres vontades, sem constrangimento de Pessoa alguma Doavãn mil 
brassas
 de Campo de longitude e quinhentas 
brassas
 de latitude a SENHORA DO REMÉDIO e isto nas margens do 
Rio Tibagy
, onde assentassem comodidade propria para se idificar 
CAPELLA
 e CAZAS daquellas pessoas que ali se quizerem estabelecer comprando cada um dos possuidores por quantia modica o lugar do seu arranchamento e isto no resinto da Povoasãn, nos de fora della, uma modica penssão annual para as Obras de 
Nossa Senhora
, cuja nos disse Elle Doador, hera sua vontade e se faça quando porem todo declarado terreno ficasse preenchido de Ruas e porque sua primeira mulher hera fallecida sem ter ultimamente firmado aquella Doasãn, contudo o declarado numero de 
brassas
 foi excluido do Inventário que se fez por fallecimento da Doadora, visto ser dado em sua vida otorga de ambos, e porque ultimamente pellos povos deste Districto, foi escolhido e declarado Terreno, sendo de grande vontade delle Doador, a que quanto antes se formasse a declarada Povoasãn pella prezente confirma de sua parte a ja declarada Doasãn do mencionado Terreno desistido de si todo e qualquer direito e sinhorio que nos mesmos Terrenos ora escolhidos possa ter elle Doador e seus herdeiros prezentes e fucturos com a condição porem que a 
CAPELLA
 da ditta Povoasãn se dará principio dentro do prazo de dous annos, contados da dacta desta em diante e que no cazo do ditto tempo se nãn der principio a construsãn della ficará a prezente Doasãn de nem hum effeito como se doado nãn fosse, e logo pella Doadora mulher do Doador me foi ditto em presença das mesmas Testemunhas que muito de sua livre e espontanea vontade confirmava a Doasãn da Finada sua ante sesora e de sua parte sedia todo e qualquer direito que como Meeira Cabessa de Casal, ouvesse de ter no referido Terreno em que se pretende idificar a nova Povoasãn, com a invocasãn da SENHORA DO REMÉDIO a que se faz a prezente Doasãn e que em tudo o mais acompanhava-a e otorgava plenamente a vontade de seu marido na referida Doasãn, e de como assim disserão e pidirão, lhes lavrasse a prezente 
Escriptura
, na qual se faltar alguma Clauzula ou Clauzulas de in direito necessárias as avião por espressas e declarada, como se cada uma dellas fizessem especial mensão e sendo lhes lida, por acharem a seus contentos, assignarão e a rogo da Doadora se assignou o Capitãn Simão Jose Gonsalves de Andrade por ella nãn saber ler nem escrever, sendo a tudo prezentes por testemunhas Prudente Anhaia Leite e Antonio Vicente da Cruz todos meus conhecidos de mim 
Escrivãn
 pellos proprios do que dou fé eu Thomaz Nunes Barbosa 
Escrivãn
 que o escrevi. Aa – Manoel das Dores Machado. Assigno a rogo da Adoadora Maria Gertrudes dos Santos. Simão Golz. de Ande. Testemunhas: Prudente de Anhaia Leite e Antonio Vicente da Cruz.
[
22
]
```

A intenção de doar as terras à Nossa Senhora dos Remédios foi inicialmente concebida por dona Antônia Maria de Jesus, que, já doente, havia fervorosamente prometido realizar a referida doação. Ela faleceu, todavia, sem que pudesse cumpri-la. Depois de algum tempo de viuvez, Manoel das Dores casou-se de novo e, também, decidiu cumprir a promessa de sua falecida esposa com sua, então, companheira – Maria Gertrudes de Assumpção, que passaria a assinar «dos Santos».
As testemunhas Prudente de Anhaia Leite e Antonio Vicente da Cruz, tal como o capitão Simão José Gonçalves de Andrade que assinou a rogo pela doadora na escritura pública, eram moradores do antigo povoado. O mencionado capitão possuía um sítio na localidade que mais tarde veio a pertencer ao senhor Manoel Ferreira Ribas - que atendia pela alcunha de «Nequinho» -, e a tornar-se um bairro da cidade.
No tocante a referida doação, consta também o registro feito às fls. 3v e 4, do Livro do Tombo Nº 01, da Câmara de Vereadores do Município de Castro, em consonância com o já exposto.
```
Nº 2 – Em comprimento do que manda a Constituição do Bispado e para dar o regularizar todos quanto diz arespeito a noticias da fundação ereição desta Freguezia e Matriz N. S. do Remedio como primeiro Vigario della determinei formar este livro de Tombo registrando nelle tudo quanto tornar se pode necessario para a cronica religiosa desta 
Parochia
. O grave encomodo que havia para amoradores des Bairo poder alcançar o pasto spiritual pela grande distancia a Castro, en mil e oitocentos trinta e cinco annos, aos nove dias do mez de Janeiro do ditto anno a beneficio dos moradores deste Bairo do Tibagy, e por devoção a Virgem Santissima debaxo da invocação de N. S. dos Remedios o Senhor Manoel das Dores Machado e sua mulher Maria Gertrudes dos Santos fizerão doação de mil 
braças
 de campos e mattos de longitude, e quinhentas de latitude para formar uma Capella Curada por representação dos Senhores Manoel das Dores Machado e Cap. Baldoino de Almeida Taques e o Tte. Jose Glz. Guimarães, etc.
[
25
]
```

No mesmo sentido, frei Gaudêncio de Gênova, OFM Cap., o primeiro Vigário de Tibagi, declarou no verso nº 148, às fls. 51v, do Livro I, o seguinte:
```
Declaração da terra que possue Nossa Senhora do Remedio Padroeira desta Parochia de Tibagy, um rincão de campo onde se acha collocada a 
Igreja
, d’este mesmo nome; sua extensão é de quinhentas 
braças
 de 
latitude
, e de mil de 
longitude
, onde de prezente existe algum marco e outro por incuria dos meus antecessores procuradores deixaram consumir que não já não existe mais, deste campo é possuidora esta Padroeira por dadiva que lhe fez Manoel das Dores Machado e sua mulher Maria Gertrudes dos Santos, em mil oitocentos e trinta e trez por 
escriptura publica
 lançada no livro de registro da Camara Municipal de 
Castro
. Tibagy, 22 de maio de 1956 – O procurador desta Matriz de Nossa Senhora dos Remedios. (a) Maximo Pereira de Almeida. Apresentada no dia 23 de maio de 1856. O Vigario Fr. Gaudencio de Genova.
[
26
]
```

O célebre «Registro do Vigário», como ficou conhecido, observou as prescrições da Lei Nº 651 de 1850, regulamentado pelo Decreto Nº 1.318 de 1854, declarando tempestivamente a posse de Nossa Senhora dos Remédios sobre as terras doadas, sob pena de perdê-la no prazo de dois anos e, também, multa de 25$000 (vinte e cinco mil réis), conforme artigos 91 e seguintes, daquele decreto.
Em decorrência da chamada Lei de Terras, determinou-se que todos os possuidores de terras deveriam registrá-las nas respectivas paróquias, a fim de tornarem-se senhores delas e sob a pena de, não o fazendo, perderem o direito sobre sua possessão.
Pelo exposto, inicialmente a doação compreendia uma área de aproximadamente 2,40 km² (dois quilómetros quadrados e quatro décimos) ou, simplesmente, 100 (cem) alqueires paulistas, concedida a Nossa Senhora dos Remédios, patrona desta paróquia e município. No entanto, o imóvel resume-se atualmente a uma porção muito menor devido à urbanização e, também, à usurpação histórica por homens de coração corrompido.
Em decorrência das tensões instauradas entre o poder temporal e espiritual há cento e vinte anos, os vereadores proferiram o «acto» a seguir transcrito em sessão ordinária:
```
A Camara Municipal de Tibagy resolveu desistir do direito que possa ter nos terrenos da Igreja desta cidade, em favor da mesma Igreja sem indemnização alguma quer de uma quer de outra Corporação, afim de cessar o conflicto estabelecido entre as Corporações, reservado à Camara o direito de velar pelo aformoseamento da cidade e seus suburbios arrecadando para si emolumentos pelos serviços prestados para este fim, e salvo a Igreja o direito declarado na escriptura de doação que possue. Sala das Sessões da Camara Municipal de Tibagy em 6 de novembro de 1899. aa) Benedicto de Souza Ribas - Leoncio Ayres de Aguiar - Tobias José Borges - Antonio José de Oliveira.
[
29
]
```

Em 30 de abril de 1900, «promulgou-se» a seguinte lei, aprovada pela câmara de vereadores no ano anterior, que abreviava a extensão territorial das posses da Igreja Católica e, também, reconhecia seu senhorio sobre o imóvel:
```
Não tendo o cidadão Prefeito promulgado o acto desta Camara de seis de novembro do anno passado, pelo qual se reconhece o terreno do circulo urbano e rocio desta cidade de propriedade da Igreja Matriz desta Parochia esta camara resolve approval-o por dois terços de sua totalidade, no fim desta assignados, mandando-se publicar de conformidade com a Lei para entrar em pleno vigor. Eu Joaquim de Oliveira Vianna, Secretario escrevi. a Benedicto de Souza Ribas – Antonio José de Oliveira – Tobias José Borges – José Thimoteo de Bittencourt vencido quanto a ultima parte desta acta por não concordar com a deliberação da camara – Leoncio Ayres de Aguiar.
[
30
]
```

O reconhecimento das posses da Igreja local não veio a título gratuito, mas, naquela época, custou a desistência de cerca de 99,00% (noventa e nove por cento) da área total da histórica doação e, curiosamente, a devolução o Livro do Tombo Nº 01 ao pároco, subtraído injustamente da guarda dos padres pelo coronel Telêmaco Borba. Nas palavras do Pe. Izidoro Gilmim, o livro achava-se: «bem guardadinho nas gavetas do Coronel». Sobrou-lhe, desse modo, pouco mais que a quadra da Igreja Matriz de Nossa Senhora dos Remédios.

### A atual Igreja Matriz
A igreja matriz idealizada e construída por frei Gaudêncio não mais comportava o número de fiéis que assistiam às missas, assim, em meados de 1936, pôs-se abaixo o edifício, construindo outro sob a administração do padre Francis Dotzler, CSsR. A atual matriz foi construída aproveitando as paredes laterais da antiga e erguendo duas torres na frente do templo religioso.

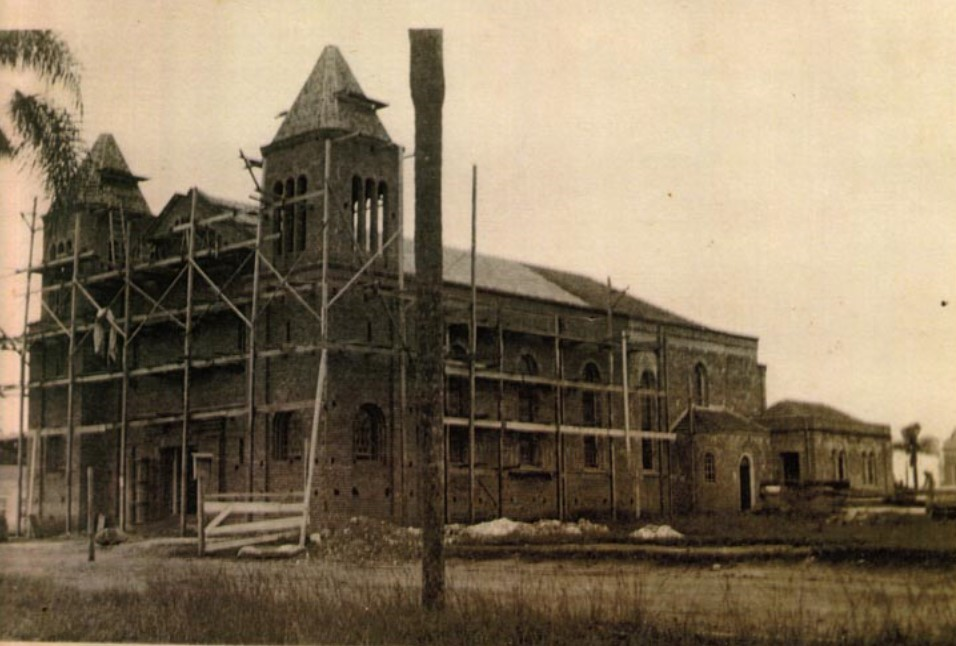
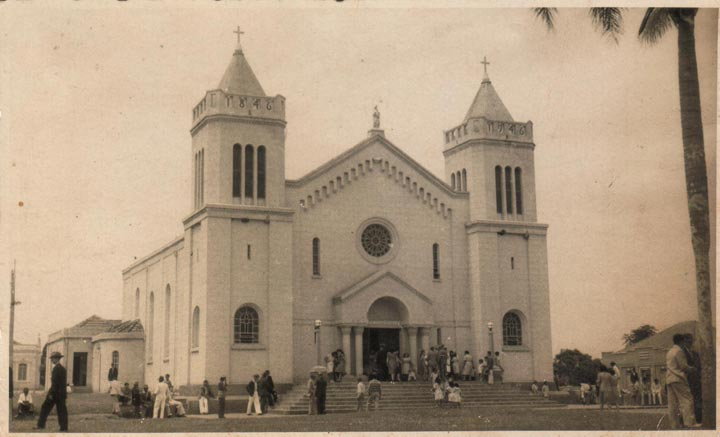
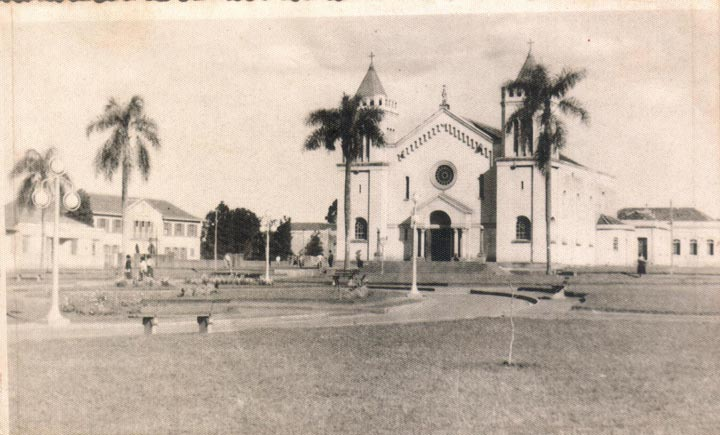
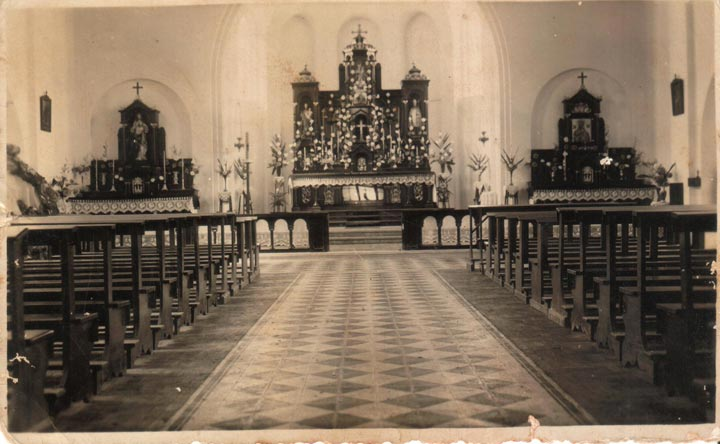
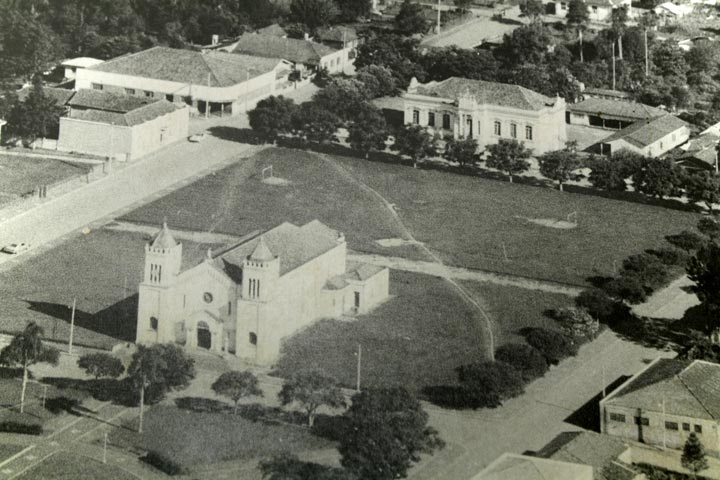
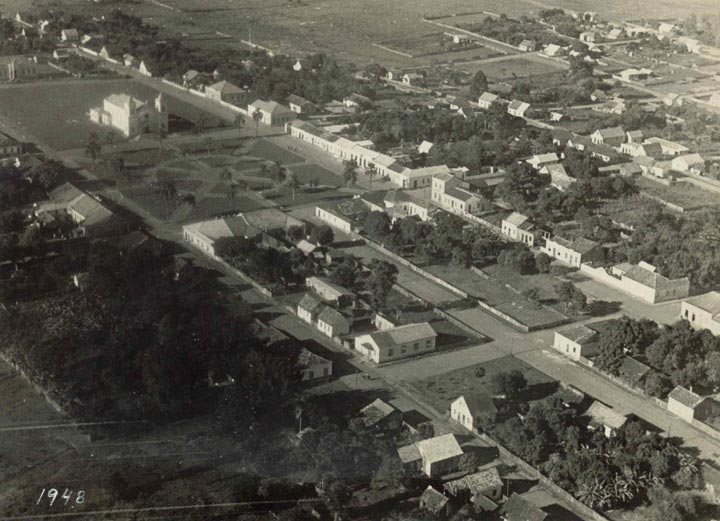
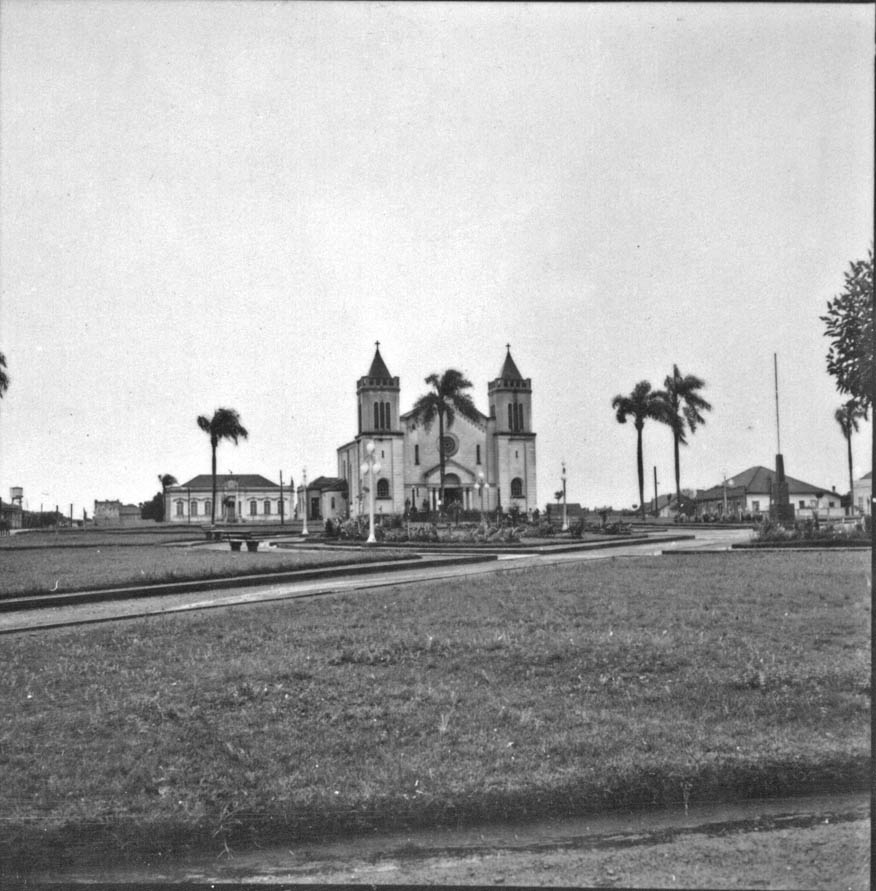

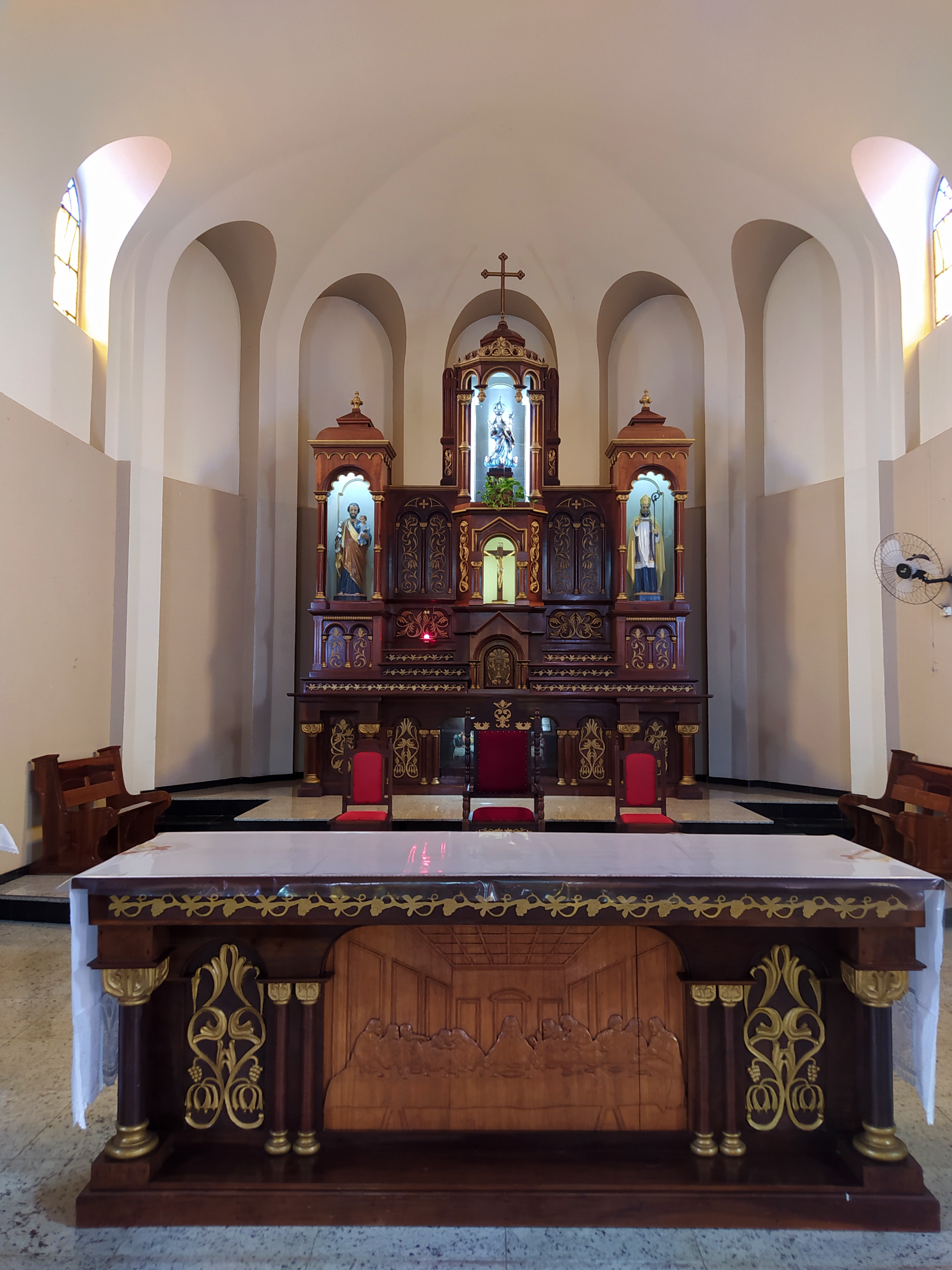
O altar principal e o altar-mor da Igreja Matriz, com o sacrário ainda no presbitério. Apesar de alguns desinformados chamarem o altar-mor de mera estante, o elemento sagrado assumiu importantíssima função antes da reforma litúrgica de Paulo VI em 1962, segundo a forma ordinária do rito romano, designado como Rito Tridentino.

No dia 20 de junho de 1943, foi inaugurada a nova igreja matriz dedicada à Virgem dos Remédios, durante as novenas e festejos de Nossa Senhora do Perpétuo Socorro. Naquela oportunidade, o padre Arthur Linch abençoou o novo templo e cortou a fita de inauguração na porta, e, em seguida, celebrou-se uma missa, havendo uma procissão com a participação dos movimentos religiosos, autoridades civis e demais paroquianos.

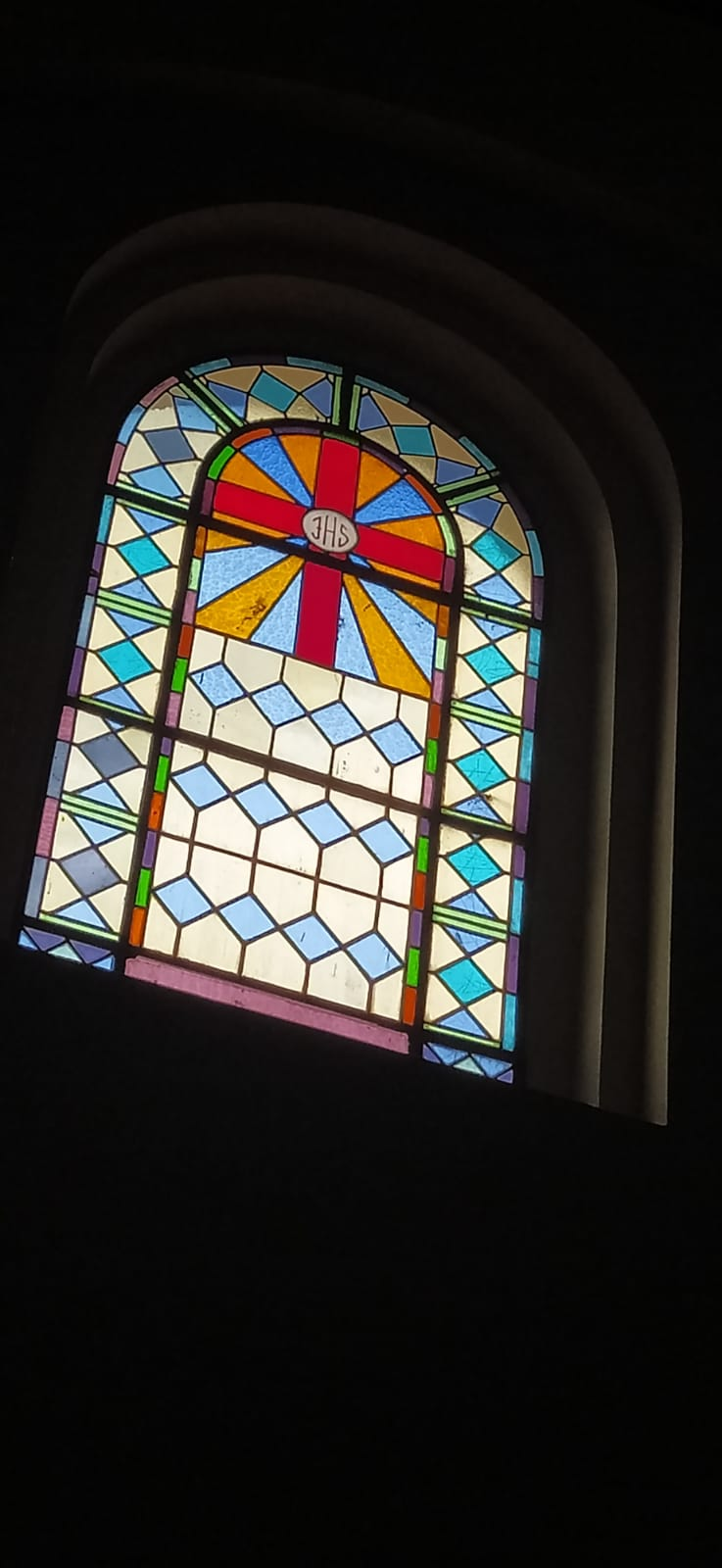
Um dos vitrais da Igreja Matriz.

A condução da obra da Igreja Matriz deu-se nas mãos do padre Francis Dotzler, CSsR, oriundo dos Estados Unidos, conforme missão atribuída pela sua congregação religiosa. Em razão disso, trouxe-se consigo elementos de inspiração gótica, com seus múltiplos arcos, algumas abóbadas e coloridos vitrais, que transmitem aos fiéis religiosos uma sensação de êxtase neste ambiente naturalmente iluminado e mistagógico.
O edifício é composto de uma nave centralizada, destinada a assembleia, que guia até o presbitério, partindo do átrio com um mezanino, onde ficava o organista e o coro, que é acessado por uma escada na torre-campanário. O ingresso comum do templo se dá por uma porta frontal, contígua às escadarias, e por duas portas laterais, situadas na nave e próximas ao presbitério. Por sua vez, o presbitério é conjugado a dois setores, sendo um a sacristia (a esquerda) e a outra, um sanitário e despensa de uso geral (a direita).
Na parte superior da torre oriental, encontra-se o relógio da igreja, atualmente sem funcionamento, tal como um pequeno depósito de objetos e mobílias. Por sua vez, havia no térreo dessa o batistério, ou seja, o local específico para a realização do batismo entre os cristãos. A pia batismal também não saiu ilesa da incúria da comunidade, sendo relegada a patrimônio do Museu Histórico Des. Edmundo Mercer Júnior. Assim, a Igreja Matriz ficou sem sua pia batismal, em contrariedade com o cânon 858, §1º, do Código de Direito Canônico, que prescreve quaevis ecclesia paroecialis baptimalem fontem habeat - isto é, "toda a igreja paroquial tenha sua pia batismal".
A fonte batismal fazia parte do conjunto arquitetônico original do complexo religioso da Igreja Matriz, de composição mista de marmorite e concreto, com uma tampa de liga de cobre. Tem-se gravada na peça a inscrição latina “pisciculi nati sumus de aqua”, que significa “nascemos da água como peixinhos”, além do cristograma logo abaixo. A expressão não foi extraída das Sagradas Escrituras ou de alguma obra literária conhecida, mas, de modo metafórico, indica que a vida espiritual tem origem no batismo.

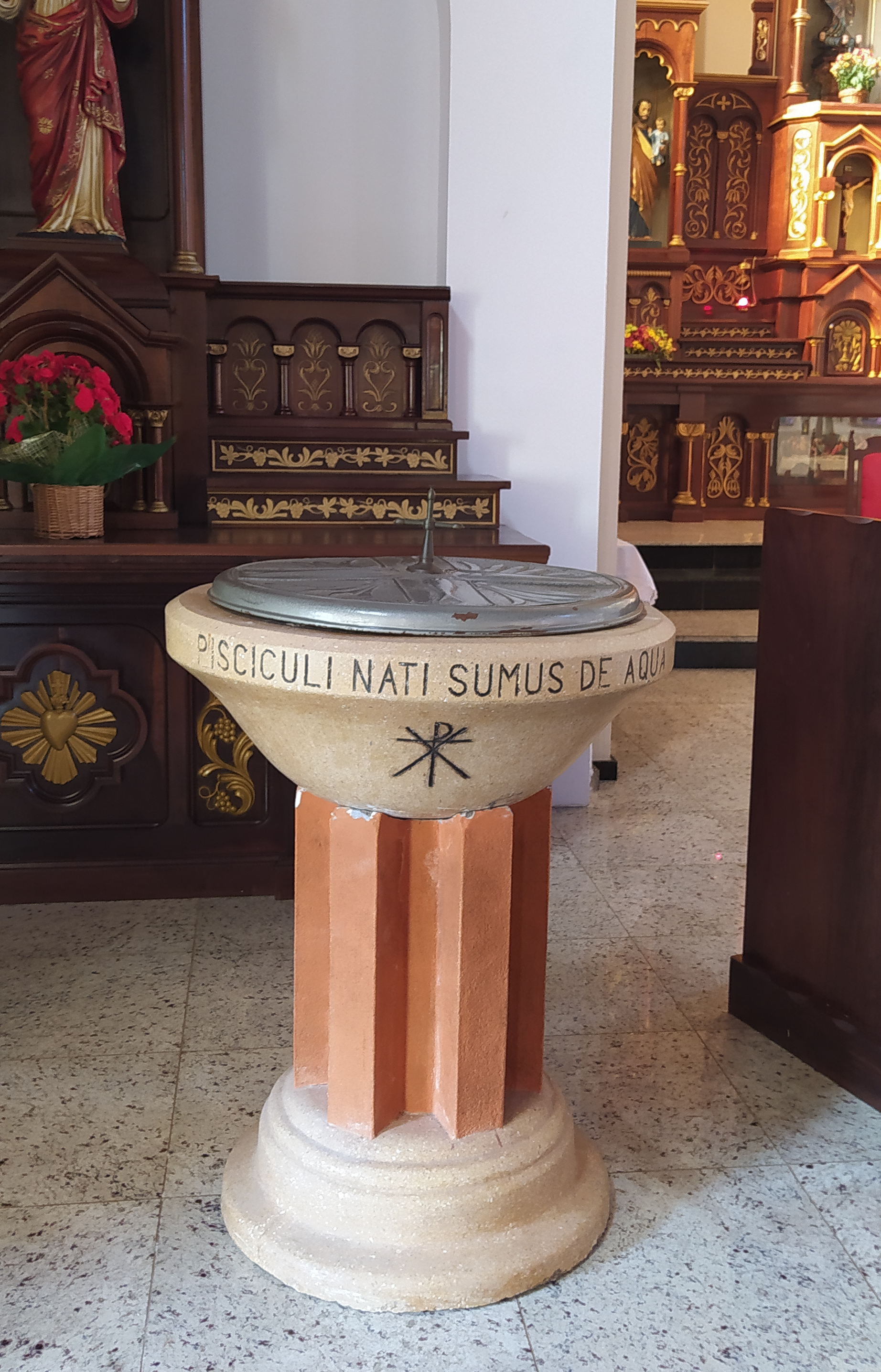
Pia batismal da Igreja Matriz.

Em 07 de junho de 2023, a fonte batismal foi reintegrada ao patrimônio paroquial, após pedido de reversão da doação realizada, e demandou sete homens para carregá-la. No requerimento administrativo sob nº 1937/2023, destacou que não se tratava de uma simples mobília, mas um instrumento importantíssimo para o fundamento de toda vida cristã, a porta da vida no Espírito (vitae spiritualis) e que dá acesso aos demais sacramentos, unindo-nos a Cristo pela água do batismo, segundo o §1213 do Catecismo. Pelo batismo o cristão é libertado do pecado e regenerado como filho de Deus, torna-se membro de Cristo, é incorporado à Igreja e feito participante de sua missão. Assim, verifica-se a importância religiosa da pia batismal para a celebração do sacramento.
Como se vê nas fotografias internas, a parede imediatamente atrás aos altares colaterais do Sagrado Coração de Jesus e de Nossa Senhora do Perpétuo Socorro era originalmente clara, sem gravuras sacras ou outros elementos artísticos. Com o intuito de preencher a área com uma arte sacra, adicionou-se uma representação do presépio de Cristo pintada em tela pela renomada artista Astrid Verônica Jonker Schiochet na década de 1980. Em razão da falta de manutenção, a obra de arte se deteriorou.
Originalmente, o altar-mor era o centro da celebração litúrgica, situado no fundo do presbitério, abaixo de uma abóbada de implícita cruzaria e rodeada de arcos e pilares. Trata-se de um oferecimento dos fieis Nicolao Pitella e Placidina Borges Pitella, datado de 15 de agosto de 1938, à comunidade católica. Neste altar, acham-se o sacrário e um crucifixo ao centro, uma imagem de São José a esquerda e de Santo Afonso, a direita; com a imagem histórica da padroeira, Nossa Senhora dos Remédios, encimada por uma cruz trevolada.
A imponência do edifício da Igreja Matriz numa cidade interiorana expressa sua “importância” desde a década de 1940, através da grandiosidade dimensional presente na arquitetura de estilo gótico, que, ainda hoje, causa notável admiração aos fiéis e visitantes.

### O comodato do imóvel
Em 02 de novembro de 1989, o bispo diocesano Dom Geraldo Micheletto Pellanda em nome da Mitra celebrou um contrato particular de comodato com o Município de Tibagi, no qual se cedeu de modo gratuito fração ideal do imóvel remanescente da Igreja local ao comodatário, para fins de «aformoseamento» da área e manutenção de uma praça ali. O instrumento contratual prescrevia o prazo de três anos, daquela data, e a sua prorrogação tácita por igual período. Decorrido o prazo contratual, o ente federado não restituiu a posse direta à instituição religiosa, nem promoveu até presente data a indenização pelo desapossamento do imóvel.
```
Até o tempo da Republica ninguem protestava contra esta doação, ninguem impugnava-na, apezar de desmazelo e pouca importancia dos R
mos
. Vigarios daquella epocha, que de certo julgavam que um terreno 1000 (mil) braças sobre 500 (quinhentas) de area, e ainda de campo na beira ou margem do rio Tibagy não representava valor nenhum ou ao menos muito problemático!.. E como prova disso certa vez nos registros de terras de 1896 na Camara do Tibagy, o respectivo registro feito pelo prefeito municipal Frederico Mercer, onde elle diz claramente que estes terrenos pertencem a Nossa Senhora dos Remedios!... Não são porém todos prefeitos que assim pensam e procedem!
[
31
]
```

Em 12 de dezembro de 1902, o padre Cassimiro José Andrzejewski relatou que, como transcrito acima, o problema de limites e confrontações dos terrenos da Igreja local é antigo e surge com o golpe republicano. No começo do século passado, restava à paróquia a área da quadra em que se situa a igreja matriz, mas lhe sobrou menos da metade do que possuía.

### Donatária usucapiente
Desde a aquisição gratuita em 1835, a Igreja Católica local vinha exercendo mansa, pacífica e continuamente a posse sobre o imóvel como sua proprietária - que só lhe faltava juridicamente o título -, «sem quaisquer oposições a sua posse». Notava-se o preenchimento dos requisitos objetivos e subjetivos para aquisição da propriedade nos termos da lei civil brasileira. Isso viabilizou a propositura de demanda com o fito de obter-se título hábil para registro do bem no Serviço de Registro de Imóveis.
Aos 07 de julho de 2019, a Mitra da Diocese de Ponta Grossa propôs ação de usucapião extraordinária do imóvel que, desde o início da povoação, esteve na posse da Igreja Católica, autuando-se o feito sob Nº 0001588-38.2019.8.16.0169, perante o Juízo Cível do Foro da Comarca de Tibagi.

Conquanto doado à Virgem Maria, o imóvel integra o patrimônio da pessoa jurídica representante legal de todas as paróquias católicas da diocese nos termos das normas canônicas.
Can. 393. In omnibus negotiis juridicis dioecesis, Episcopus dioecesanus eiusdem personam gerit.
De acordo com a bula pontifícia nominada «Quum in Dies Numerus», de Pio XI PP, de 10 de maio de 1926, a Diocese de Ponta Grossa foi desligada e subtraída da Diocese de São Paulo, tal como as paróquias de outros onze municípios da região dos Campos Gerais. Assim sendo, a Mitra daquela Diocese, representada por seu respectivo bispo, possuía legitimidade com base no Direito Canônico, combinado com o Direito Civil pátrio, para requerer em juízo a declaração de propriedade do imóvel em seu favor.
Na data da festa de São Pedro e São Paulo do ano de 2020, sobreveio sentença de integral procedência do pedido formulado, concedendo o título erga omnes que faltava no direito dos homens para sagrar a Virgem Maria, soberana rainha desta cidade, proprietária do que sobrou do imóvel piamente doado há 185 (cento e oitenta e cinco) anos.

## Curiosidades

### O primeiro pároco

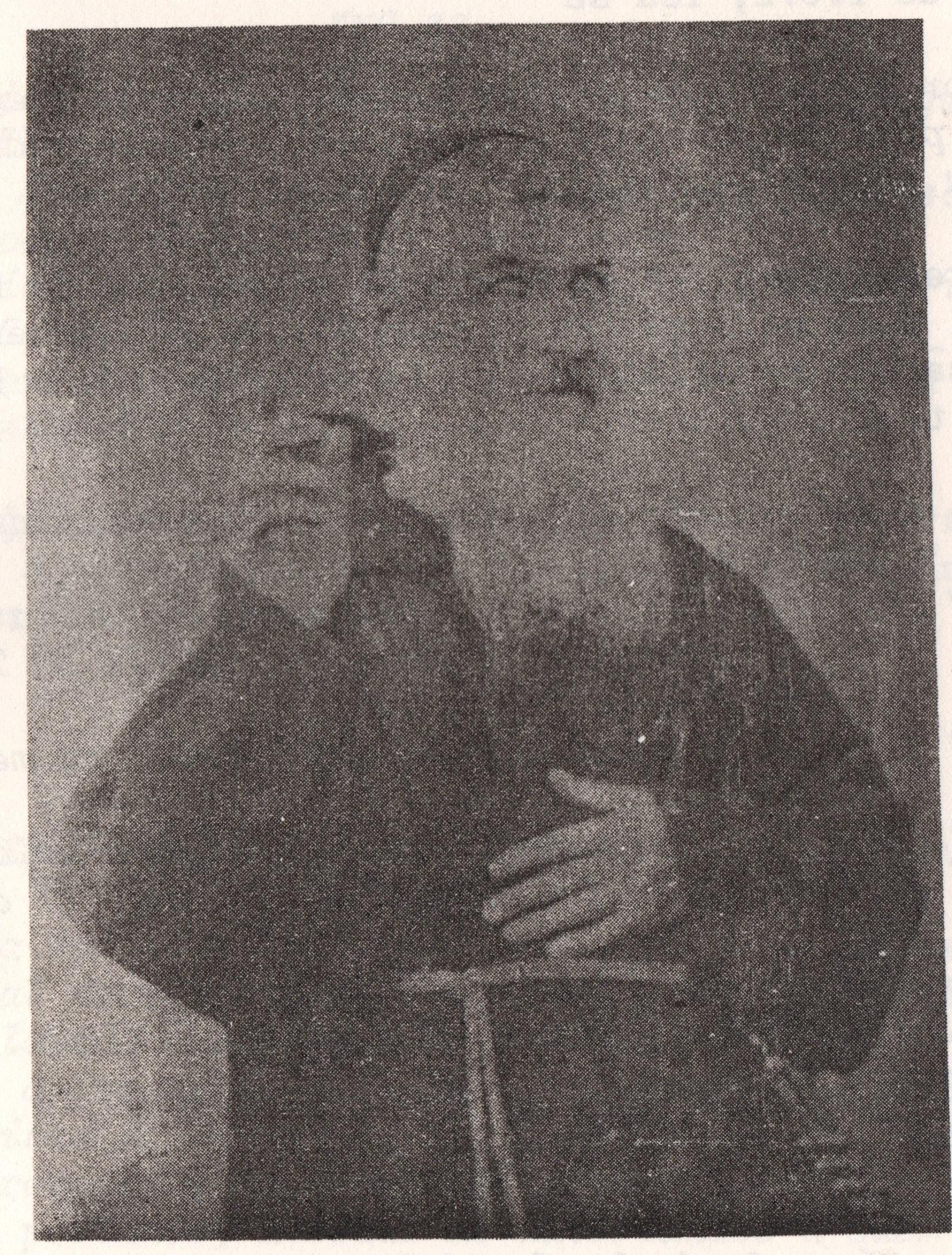
Frei Mathias de Gênova

Como seu primeiro pároco, a instituição recebeu frei Gaudêncio de Gênova, o qual permaneceu em Tibagi até seu falecimento em meados de outubro de 1871. Desse modo, o frade capuchinho ofereceu seus bons préstimos nesta localidade por cerca de 20 (vinte) anos, figurando como o religioso com mais longo ministério em Tibagi da história. O frei acha-se sepultado embaixo do altar-mor da Igreja Matriz, tendo seus restos mortais ali conservados.
Desde o falecimento do frei a junho de 1873, a paróquia local foi anexada à paróquia de Castro e administrada por frei Mathias de Gênova, OFM Cap., por absoluta falta de padres. O missionário capuchinho veio da Itália com os religiosos Gaudêncio e Thimoteo de Castelnuovo.

### A presença dos religiosos

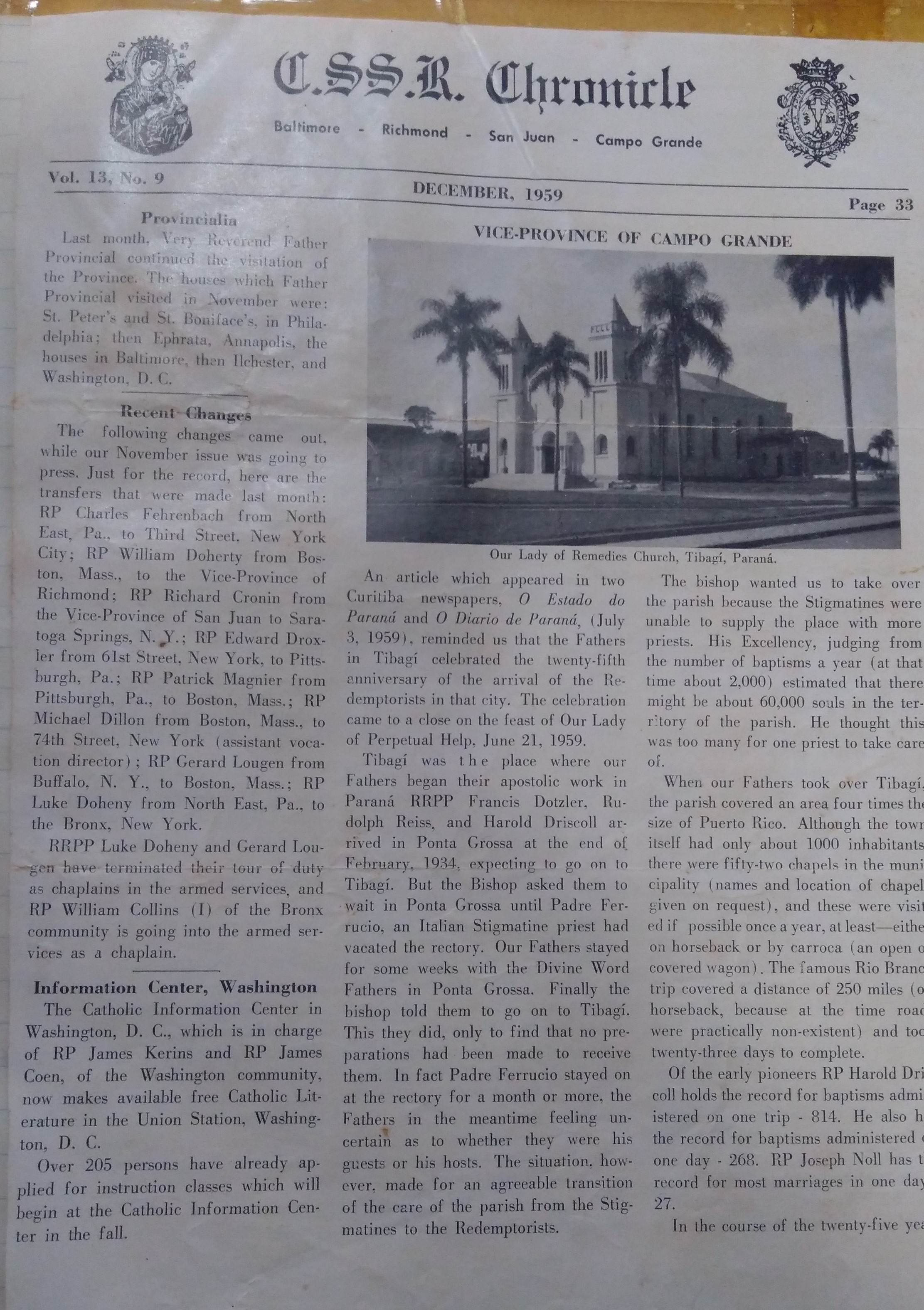
Trecho de uma crônica redentorista publicada no ano de 1959, a qual foi colacionada a um dos volumes do Livro Tombo da paróquia. O informativo dá conta dos 25 anos da congregação em Tibagi, assim como ilustra a estarrecedora dimensão territorial da circunscrição eclesial - equivalente a quatro vezes a área de Porto Rico (EUA) -, com 52 capelas e, também, cerca de mil habitantes na cidade apenas.

Em 175 anos de história, passaram por esta comunidade sacerdotes de pelo menos cinco congregações distintas, a saber: a Congregação dos Frades Menores Capuchinhos, cujo mais célebre representante foi frei Gaudêncio;  a Congregação dos Missionários de São Carlos, cujos padres escalabrinianos ali serviram entre 1900 e 1913; a Congregação dos Sagrados Estigmas, cujos padres estigmatinos ali serviram entre 1914 e 1935; a Congregação do Santíssimo Redentor, cujos padres redentoristas ali serviram entre 1935 e 1984; e, por fim, a Sociedade dos Servos da Eucaristia, cujos padres sacramentinos ali serviram entre 1985 e 1990.

### O brasão paroquial

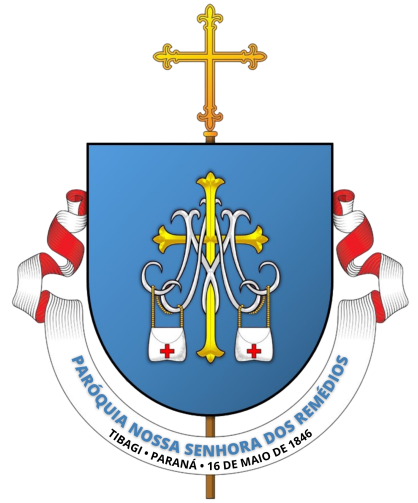
Brasão da Paróquia Nossa Senhora dos Remédios de Tibagi - Paraná.

Desde a assembleia paroquial de 12 de dezembro de 2021, a paróquia adota oficialmente um brasão eclesiástico, o qual foi proposto pela Pastoral da Comunicação (PASCOM) local e aprovado pelo pároco. O brasão paroquial evoca o azul do manto da Virgem Maria, o qual preenche todo o escudo.
Ao centro do escudo, avista-se a santa cruz de Nosso Senhor pela qual pendeu a salvação do mundo, vindo entrelaçada com as letras “A” e “M” que sustentam bolsas de medicamentos em alusão ao título mariano. As duas letras possuem ao menos dois significados: «Ave Maria» e «auspice Maria» (sob a proteção de Maria).
O vínculo entre a cruz e a insígnia mariana indicam a importância da Bem-Aventurada no mistério da redenção. O verdadeiro remédio dos homens é o Cristo, concebido no seio da Imaculada por ação do Espírito Santo.
Por fim, tem-se como lema «sufferentibus mala remediando» (para remediar os males dos que sofrem) em paráfrase ao contido na escritura pública de doação de Manoel das Dores e sua esposa, os quais viabilizaram a formação de uma comunidade local e sua respectiva paróquia.

### Capelas dedicadas ao mesmo padroeiro
Na inteligência dos itens acima, verifica-se que há repetição de alguns padroeiras nas capelas de Tibagi:
| Padroeiro               | Número de capelas |
| ----------------------- | ----------------- |
| Nossa Senhora Aparecida | 4                 |
| São Sebastião           | 4                 |
| Bom Jesus               | 3                 |
| Santo Antônio           | 2                 |
| São José                | 2                 |
| São Pedro               | 2                 |

Ao todo, tem-se nove templos dedicados à Virgem Maria sob diferentes títulos em Tibagi.

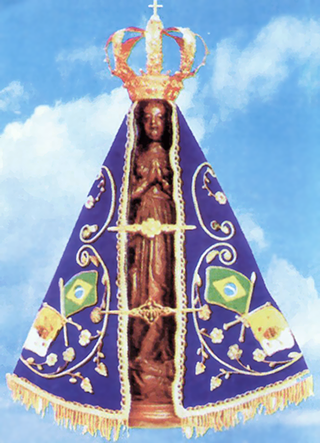
Ao lado de São Sebastião, dedicam-se quatro capelas de Tibagi à Virgem Maria sob o título especial de Nossa Senhora Aparecida.

### Logradouro da Matriz
De acordo com a Lei Municipal Nº 2.805, de 25 de junho de 2020, a via pública situada em frente à Igreja Matriz de Tibagi passou a designar-se «Travessa Nossa Senhora dos Remédios», a qual promove a interligação das ruas Coronel Telêmaco Borba e Herbert Mercer da cidade.

### Devoção pseudocatólica
No início do século XX, a comunidade de Campina Alta, zona rural de Tibagi, concebeu uma falsa devoção «católica» ao que se convencionou chamar de «Santa Pasturina», «Santa Casturina» ou, simplesmente, «Santinha», motivada pela falta de informação e crendices locais.
```
Uma “bonequinha”, de olhar simples e aparentemente ingênuo, trajando um vestido de cor laranja cujo comprimento vai até um pouco abaixo dos joelhos e uma capa, da mesma cor do vestido, calçando um par de sapatos pretos e segurando uma cesta que parece de frutas. Esta é a imagem de apenas cinco centímetros de comprimento, feita de louça e que em nada remete ao divino ou ao sagrado, mas que atrai milhares de peregrinos até a zona rural do município de 
Tibagi
, na Região dos Campos Gerais, interior do 
Paraná
.
[
39
]
```

Esclarece o catecismo que, conforme o §1192, «as santas imagens, presentes em nossas igrejas e em nossas casas, destinam-se a despertar e a alimentar nossa fé no mistério de Cristo. Por meio do ícone de Cristo e de suas obras salvíficas, é a ele que adoramos. Mediante as santas imagens da santa mãe de Deus, dos anjos e dos santos, veneramos as pessoas nelas representadas». 

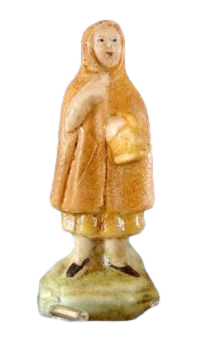
A imagem Pasturina de Campina Alta, zona rural de Tibagi, uma «santa» que não é santa.

De acordo com a doutrina católica, o culto prestado à referida imagem da Pasturina importa em idolatria, vez que nada nessa prática guarda respeito à piedosa veneração aos santos. Por dedução lógica, a «Santinha» não é santa, pois santo é todo aquele que já está no céu, junto de Deus, aguardando a parúsia.
```
[...] a imagem cultuada não representa nenhuma figura humana que possa ter vivido em qualquer tempo ou espaço [...] que a levasse a conquistar o título de Santa milagrosa.
[
41
]
```

Os devotos são incapazes de dizer onde nasceu, viveu e morreu, tal como descrever eventuais virtudes e relatar os feitos da suposta santa, considerando que Pasturina nunca existiu como pessoa humana.
```
O correspondente em inglês da palavra «santo» (
saint
) tem um significado bastante preciso. O termo é usado para descrever um homem, uma mulher ou uma criança que já faleceu (normalmente há muito tempo) e passou por um processo de aprovação da Igreja conhecido como 
canonização
; refere-se a alguém que, segundo nos assegura com autoridade a Igreja, está com Deus no céu e é capaz de interceder por nós aqui na terra.
[
42
]
```

Por outro lado, alguns movimentos visam a aprovação das autoridades católicas quanto ao culto prestado à Pasturina, colidindo com a sã doutrina por meio de um erro grosseiro. As festividades de 26 de julho, dedicadas à «santa» que não é santa, estimulam o turismo e o comércio da localidade, trazendo consigo interesses políticos (e não, católicos) em sua promoção.

### Histórias que se confundem
Considera-se que a data de 09 de janeiro de 1835, em que se fez a doação da terra à Nossa Senhora dos Remédios e a escolha pelo povo do lugar para a construção da capela e do povoado, por votação unânime do povo, como a data da real fundação de Tibagi, bem como seus principais fundadores o casal Manoel das Dores e Antônia Maria de Jesus. Desse modo, nota-se que a história da formação da instituição municipal está vinculada à da Igreja Católica desta localidade, sobretudo, da cidade de Tibagi.

## Oração à Nossa Senhora dos Remédios
Ó Virgem bendita, nós Vos louvamos, sob o título, para nós tão querido, de Nossa Senhora dos Remédios.
Cada um de nós confessa que é um doente da alma mas, ao mesmo tempo, cada um de nós reconhece também que Vós nos destes Cristo, Remédio Universal para todo o pecado do mundo. Por isso, prostrados aos Vossos pés, suplicamos ardentemente que, pela Vossa intercessão, nos sejam aplicados os méritos infinitos da Redenção.  
Confiamos na Vossa onipotência suplicante, pois sabemos que o Senhor pôs em Vossas mãos a distribuição dos favores celestes. Dizei-lhe, como Maria de Betânia, que está doente aquele a quem tanto ama.
Fazei descer sobre nós a graça divina, suficiente a cada estado de vida, e movei-nos a torná-la eficaz pela nossa fiel correspondência.
Tirai, Senhora, tirai deste tesouro inesgotável, que é o Coração do Vosso Filho, esta graça que com particular fervor Vos pedimos. Dai-nos que perseveremos docilmente, e até à morte, no Vosso amor e no do Vosso Filho Jesus, que com o Pai e o Espírito Santo vive e reina por todos os séculos. Assim seja.

## Lista de párocos
Frei Gaudêncio de Gênova, OFMCap. (1851-1871), Pe. Frei Dâmaso José Correia, OFMCap.(1873-1874), Pe. Pedro Del Gáudio (1875-1882), Pe. José Maria Tedeschi (1883-1885), Pe. Francisco Matheus Bonatto (1886-1894), Pe. Casemiro José Andrejewski (1895-1899), Pe. Isidoro Gilmim (1900), Pe. Casemiro José Andrzejewski (1901-1907), Pe. Carlos Pedrezzani, PSSC (1908-1911), Pe. Henrique Adami, CSS (1912), Pe.Alexandre Grigoli, CSS (1913-1915), Pe. Ferruccio Zannetti, CSS (1916-1933), Pe. Marcos Simon, CSS (1934), Pe. Francis Dotzler, CSsR (1935-1939), Pe. Geraldo Noll, CSsR (1940-1942), Pe. Arthur Linch, CSsR (1943-1946), Pe. Roberto Coughlin, CSsR (1947-1951), Pe. Martinho Naerz, CSsR (1952-1957), Pe. Egídio Gardiner, CSsR (1958-1962), Pe. Miguel Lundy, CSsR (1963-1968), Pe. Geraldo Oberle, CSsR (1969-1975), Pe. Afonso Maggs, CSsR (1976-1977), Pe. Pedro Smyth CSsR (1978-1980), Pe. Carlos Eugênio Esker, CSsR (1981-1982), Pe. Estevão Vanyo, CSsR (1983), Pe. Wilton Moraes Lopes, CSsR (1984), Pe. Olímpio Júlio de Salles Mourão, Servos da Eucaristia (SE) (1985-1987), Pe. Carlos Scaltritti, SE (1988-1990), Pe. Casemiro Przepiura, Dioc. (1991-1993), Pe. Noé Borges Vieira, Dioc. (1994-1999) , Pe. Agostinho Rutkoski , Dioc. (2000), Pe. Jorge Casimirski , Dioc. (2000-2005), Pe. Nelson Bueno da Silva, Dioc. (2005-2013), Pe. Wellington de Almeida Marcondes, Dioc. (2013-2018), Pe. José Lauro Gonçalves Gomes, Dioc. (2018-2021), Pe. Luiz Carlos Mirkoski, Dioc. (2021-2023), e Pe. Loir Antônio de Oliveira, Dioc. (2023 - atual.).